# Revolta Neerlandeză
Revolta Neerlandeză (1568–1648) a fost revolta celor Șapte Provincii nordice, predominant protestante, ale Țărilor de Jos împotriva dominației regelui romano-catolic habsburgic Filip al II-lea al Spaniei, domnitor ereditar al provinciilor. Provinciile nordice (Țările de Jos) s-au separat, în cele din urmă, de provinciile de sud (actualele Belgia și Luxemburg), care au continuat sub Spania Habsburgică până în 1714. 
„Coliziunea culturală” de factură religioasă s-a acumulat treptat, dar inexorabil, în focare de violență împotriva represiunii percepute a Coroanei Habsburgice. Aceste tensiuni au dus la formarea Provinciilor Unite independente, al cărui prim conducător a fost Willem Taciturnul (Willem de Orania), urmat de mai mulți dintre descendenții și rudele sale. Această revoltă a fost una dintre primele secesiuni reușite din Europa și a dus la formarea uneia dintre primele republici europene din epoca modernă, Provinciile Unite. 
Regele Filip a reușit la început să suprime rebeliunea. În 1572, însă, rebelii au capturat Brielle⁠(d) și rebeliunea a reizbucnit. Provinciile din nord au devenit independente, mai întâi în 1581 de facto, iar în 1648 de jure. În timpul revoltei, Provinciile Unite ale Țărilor de Jos, s-au transformat rapid într-o putere mondială cu ajutorul marinei sale comerciale și a cunoscut o perioadă de creștere economică, științifică și culturală. Țările de Jos Meridionale (situate actualmente în sudul Țărilor de Jos, Belgia, Luxemburg și nordul Franței) au rămas sub dominație spaniolă. Continuarea dominației cu mână de fier a Habsburgilor în sud a făcut ca multe dintre elitele financiare, intelectuale și culturale să se refugieze în nord, contribuind la succesul Provinciilor Unite. Neerlandezii au impus o rigidă blocadă asupra provinciilor sudice ceea ce a împiedicat cerealele din zona baltică să amelioreze foametea din orașele din sud, în special în 1587–1589. Până la sfârșitul războiului din 1648, multe zone din Țările de Jos Meridionale fuseseră pierdute în favoarea Franței, care, sub îndrumarea cardinalului Richelieu și a lui Ludovic al XIII-lea, s-a aliat cu Republica Olandeză în anii 1630 împotriva Spaniei. 
Prima fază a conflictului poate fi considerată Războiul de Independență al Țărilor de Jos. Obiectivul acestei etape a fost acela de a obține recunoașterea oficială a independenței deja existente de facto a Provinciilor Unite. Această fază a coincis cu ascensiunea Republicii Olandeze ca mare putere și fondarea Imperiului Olandez.

## Context

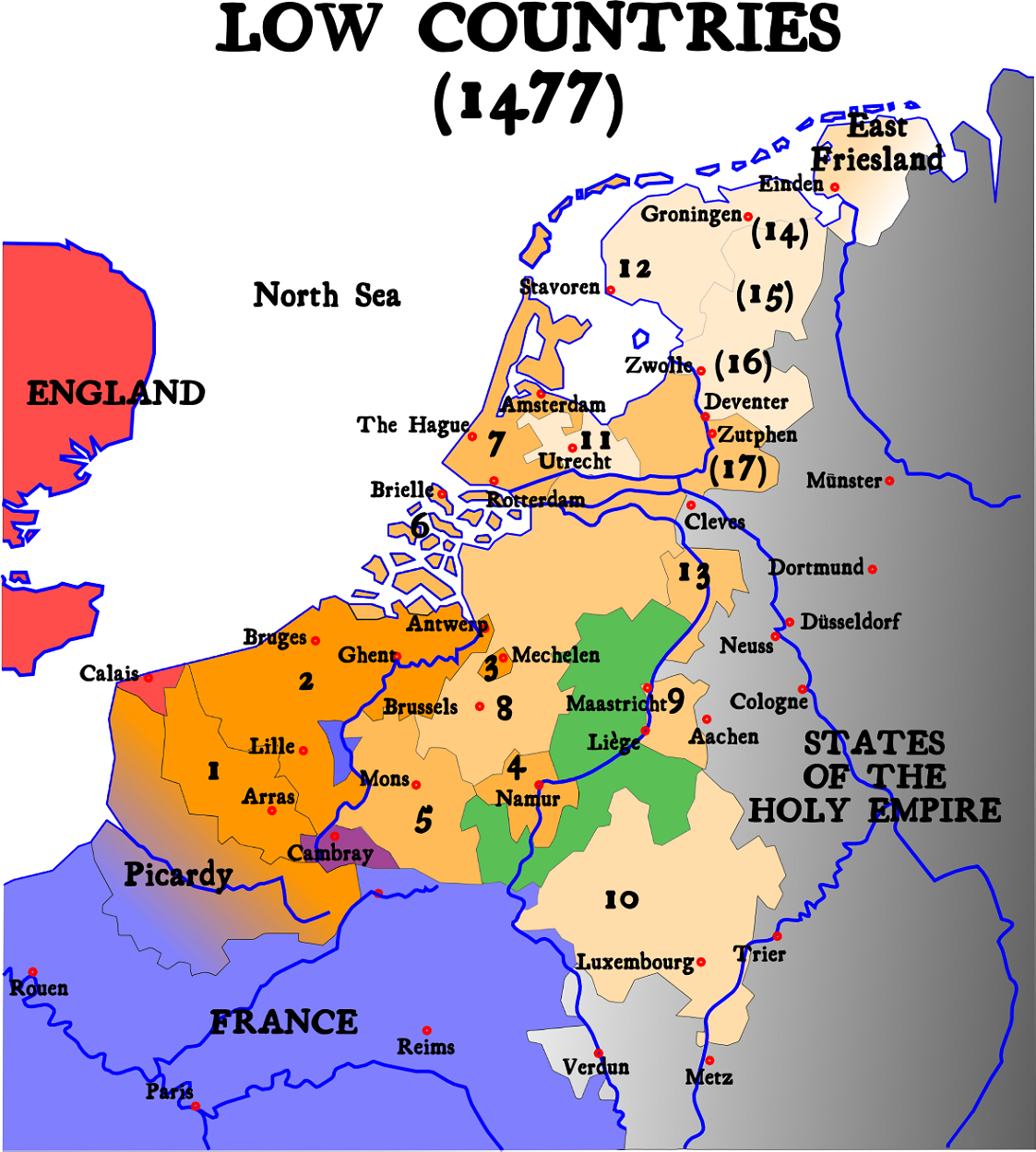
Cele Șaptesprezece Provincii ale Țărilor de Jos înaintea Rebeliunii Olandeze

Printr-o serie de căsătorii și cuceriri, o succesiune de duci de Burgundia⁠(d) și-au extins teritoriul lor inițial prin adăugarea unei serii de fiefuri, între care și cele Șaptesprezece Provincii. Deși Burgundia însăși fusese pierdută în favoarea Franței în 1477, Țările de Jos Burgunde erau încă intacte când Carol de Habsburg, moștenitor al țărilor burgunde prin bunica sa Maria, s-a născut la Gent în 1500. Carol a fost crescut în Țările de Jos și vorbea fluent neerlandeza, franceza și spaniola, ca și puțină germană. În 1506, a devenit stăpân al statelor burgunde, printre care se aflau și Țările de Jos. Ulterior, în 1516, a moștenit mai multe titluri, inclusiv cel de rege al Spaniei⁠(d), care devenise un imperiu mondial odată cu colonizarea spaniolă a Americii. În 1519, Carol a devenit conducător al Imperiului Habsburgic și a obținut titlul de împărat roman în 1530. Deși Friesland și Guelders au rezistat multă vreme (sub Grutte Pier și, respectiv, Carol de Egmond⁠(d)), aproape toate Țările de Jos au fost încorporate în domeniile habsburgice până la începutul anilor 1540. 

### Impozitarea
Flandra fusese multă vreme o regiune foarte bogată, râvnită de regii francezi. Celelalte regiuni ale Țărilor de Jos au devenit și ele bogate și antreprenoriale. Imperiul lui Carol al V-lea a devenit un imperiu mondial cu întinse teritorii americane și europene. Acestea din urmă au fost, totuși, răspândite prin toată Europa. Controlul și apărarea acestora erau dificile din cauza lipsei de conectare a  teritoriilor și de lungimea uriașă a granițelor imperiului. Acest domeniu uriaș s-a aflat aproape continuu în război cu vecinii săi din nucleul său european, în special împotriva Franței în Războaiele Italiene și împotriva Imperiului Otoman în Marea Mediterană. Alte războaie s-au dus împotriva principilor protestanți din Germania. Olandezii plăteau impozite grele pentru a finanța aceste războaie, dar le percepeau ca fiind inutile și uneori dăunătoare, pentru că erau direcționate împotriva celor mai importanți parteneri comerciali. 

### Protestantismul
În secolul al XVI-lea, protestantismul a câștigat rapid teren în nordul Europei. Protestanții olandezi, după represiunea inițială, au fost tolerați de autoritățile locale. Până în anii 1560, comunitatea protestantă devenise o influență semnificativă în Olanda, deși pe atunci forma încă în mod cert o minoritate. Într-o societate dependentă de comerț, libertatea și toleranța erau considerate esențiale. Cu toate acestea, Carol al V-lea și, din 1555, urmașul său, Filip al II-lea, au considerat că este de datoria lor să învingă protestantismul care era considerat o erezie de către Biserica Catolică și o amenințare la stabilitatea întregului sistem politic ierarhic. Pe de altă parte, protestanții olandezi din ce în ce mai moraliști insistau asupra teologiei lor, pentru o evlavie sinceră și pentru un stil de viață umilm și păreau superiori moral obiceiurilor de lux și religiozității superficiale a nobilimii ecleziastice. Măsurile dure de represiune au dus la creșterea nemulțumirilor în Țările de Jos, unde guvernele locale se înscriseseră pe un curs de coexistență pașnică. În a doua jumătate a secolului, situația a escaladat. Filip a trimis trupe pentru a zdrobi rebeliunea și a face Țările de Jos din nou o regiune catolică. Deși a eșuat în încercările sale de a introduce direct Inchiziția Spaniolă, Inchiziția Olandeză⁠(d) (care a existat până în 1564) a fost totuși suficient de aspră și arbitrară pentru a provoca opoziție ferventă.

### Centralizarea

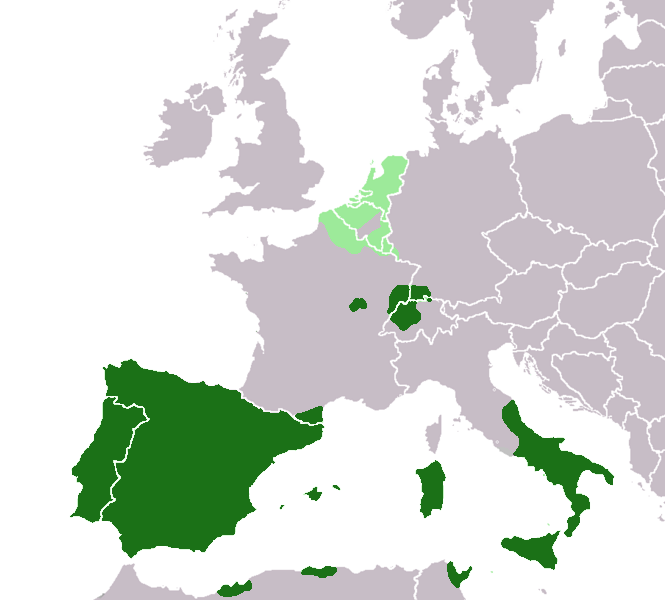
Teritoriile europene aflate sub stăpânirea lui Filip al II-lea al Spaniei în jurul anului 1580 (cu verde deschis) pe o hartă care prezintă granițele statelor actuale.

O parte a schimbării echilibrului de putere din Evul Mediu Târziu însemna că, în afară de nobilimea locală, mulți dintre administratorii olandezi de acum nu mai erau aristocrați tradiționali, ci, în schimb, proveneau din familii nenobiliare care dobândiseră statut mai înalt în secolele anterioare. Până în secolul al XV-lea, Bruxelles-ul devenise astfel capitala de facto a celor șaptesprezece provincii. Datând din Evul Mediu, districtele Țărilor de Jos, reprezentate de nobilimea lor și de negustorii bogați care locuiau în orașe, aveau încă o autonomie destul de largă în numirea administratorilor. Carol al V-lea și Filip al II-lea și-au propus să îmbunătățească administrarea imperiului prin creșterea autorității guvernului central în chestiuni precum legea și impozitarea, o politică ce a provocat suspiciuni atât în rândul nobilimii, cât și al clasei negustorilor. Un exemplu în acest sens este preluarea puterii în orașul Utrecht în 1528, când Carol al V-lea a înlocuit consiliul maiștrilor de breaslă⁠(d) cu propriul lui stadtholder, care a preluat puterile seculare în întreaga provincie Utrecht de la arhiepiscopul Utrechtului⁠(d). Carol a ordonat construirea castelului Vredenburg⁠(d), puternic fortificat, pentru apărare împotriva Ducatului Gelre și pentru a controla cetățenii Utrechtului.
Sub guvernarea Mariei a Ungariei (1531–1555), puterea tradițională a fost în mare parte luat atât din mâinile stadtholderilor provinciilor, cât și din ale marilor nobili, care au fost înlocuiți de juriști profesioniști în Consiliul de Stat⁠(d).

## Etapele inițiale (1555–1572)

### Preludiul rebeliunii (1555–1568)

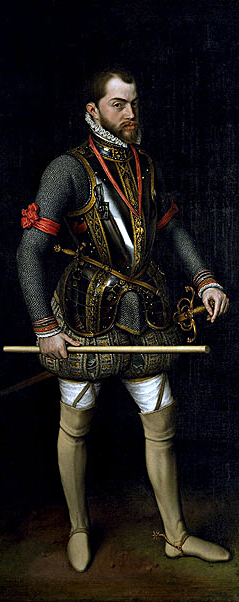
Filip al II-lea, regele Spaniei

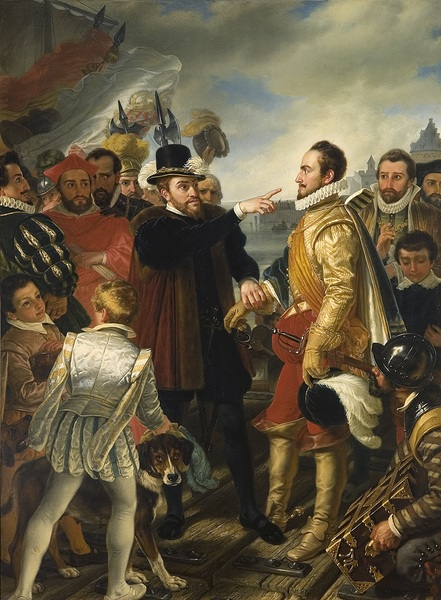
Filip al II-lea al Spaniei față în față cu Willem Taciturnul, principe de Orania, pictură de din secolul al XIX-lea. Această scenă se presupune că s-a întâmplat pe debarcaderul din Flushing când Filip a plecat din Țările deJos.

În 1556, Carol a lăsat tronul fiului său Filip al II-lea al Spaniei. În ciuda acțiunilor sale dure, Carol fusese văzut ca un conducător empatic față de nevoile Țărilor de Jos. Filip, pe de altă parte, fusese crescut în Spania și nu vorbea nici neerlandeza, nici franceza. În timpul domniei lui Filip, au izbucnit tensiuni în Țările de Jos pe marginea impozitelor grele, a suprimării protestantismului și a eforturilor de centralizare. Conflictul crescând avea să ajungă la un punct de fierbere și să ducă în cele din urmă la războiul de independență.

### Nobilimea în opoziție
În efortul de a construi un guvern stabil și de încredere al Țărilor de Jos, Filip a numit-o pe sora lui pe jumătate, Margareta de Parma, guvernatoare. El a continuat astfel politica tatălui său de a numi membri ai marii nobilimi olandeze în Raad van State⁠(d) (Consiliul de Stat), organul de conducere al celor șaptesprezece provincii, care îl consilia pe guvernator. El l-a făcut pe confidentul său, Antoine Perrenot de Granvelle⁠(d), șef al Consiliului. Cu toate acestea, în 1558, stările provinciilor și stările generale ale Țărilor de Jos⁠(d) începuseră deja să se opună dorințelor lui Filip, lansând propriile lor propuneri fiscale. În plus, ele au cerut, și au și obținut, retragerea trupelor spaniole, care fuseseră lăsate de Filip pentru a păzi granițele sudice ale Țărilor de Jos cu Franța, dar pe care le considerau o amenințare la adresa propriei lor independențe (1559–1561). Reformele ulterioare s-au confruntat cu multă opoziție, care a fost îndreptată mai ales împotriva lui Granvelle. Petițiile marii nobilimi către regele Filip nu au primit răspuns. Unii dintre cei mai influenți nobili, printre care Lamoral, contele de Egmont, Philip de Montmorency, conte de Hoorn și Willem Taciturnul, s-au retras din Consiliul de Stat până când Filip l-a retras pe Granvelle. 
La sfârșitul anului 1564, nobilii observaseră puterea tot mai mare a Reformei și l-au îndemnat pe Filip să vină cu măsuri realiste de prevenire a violenței. Filip a răspuns că singurul răspuns sunt măsuri mai dure. Ca urmare, Egmont, Horne și Orania s-au retras din nou din Consiliu, iar Bergen⁠(d) și Meghem⁠(d) și-au dat demisia din posturile lor de stadtholder. În aceeași perioadă, protestele religioase au crescut în ciuda oprimării din ce în ce mai aspre. În 1566, o ligă de aproximativ 400 de membri ai nobilimii a prezentat o petiție guvernatoarei Margareta de Parma pentru a suspenda persecuțiile până când se întorc și restul. Unul dintre curtenii Margaretei, contele Berlaymont⁠(d), a spus despre prezentarea acestei petiții că ar fi un act de „cerșetorie” (în franceză gueux), nume pe care apoi petiționarii și l-au asumat (spunându-și Geuzen⁠(d)). Petiția a fost trimisă lui Filip pentru un verdict final.

### 1566 - Iconoclasmul și represiunea

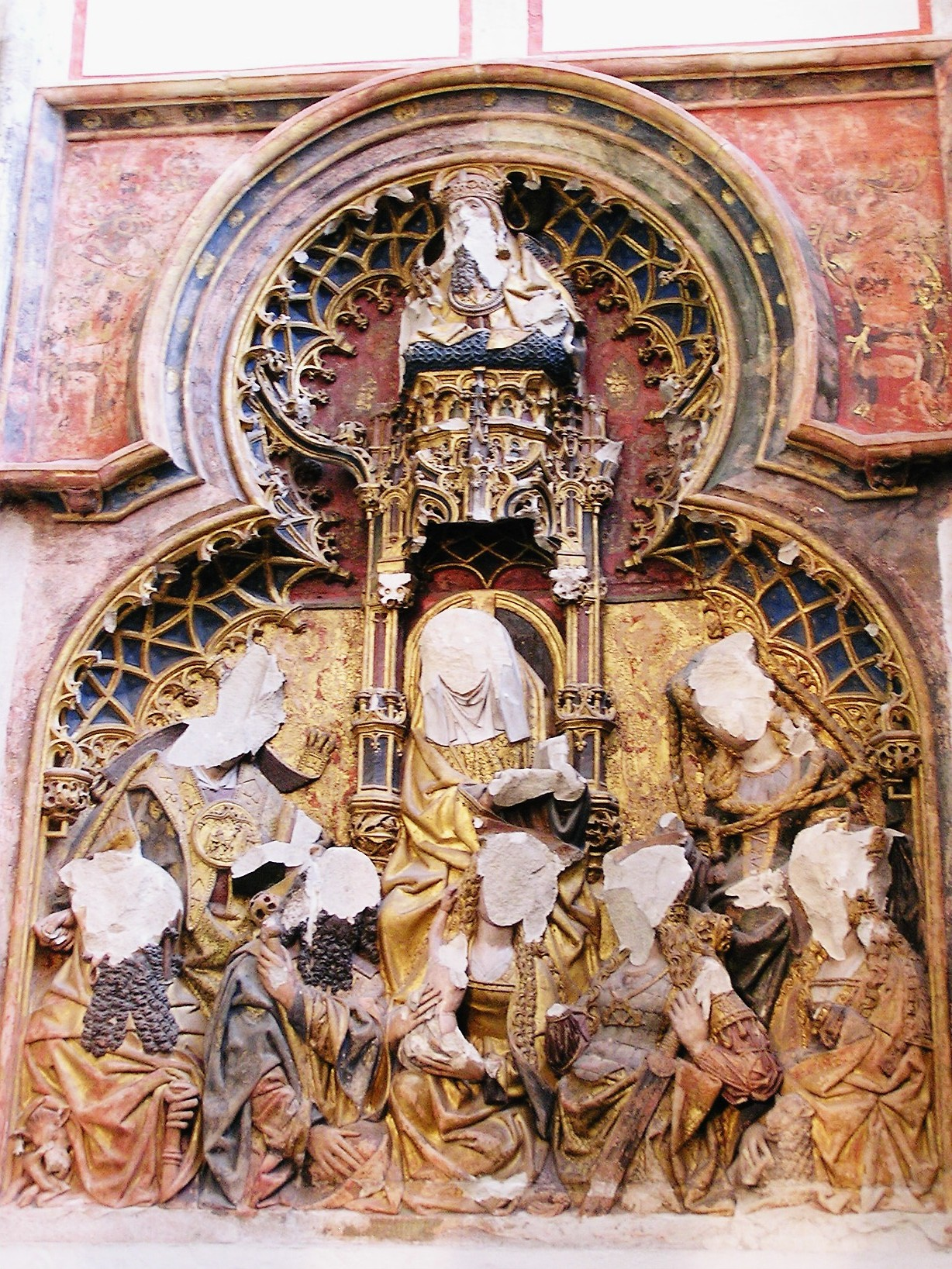
Statuile în relief din Catedrala Sfântul Martin din Utrecht au fost atacate în iconoclasmul Reformei în secolul al XVI-lea.

Atmosfera din Țările de Jos era tensionată din cauza rebeliunii, a activității prozelite a liderilor calvini, a foametei de după recolta slabă a anului 1565 și a dificultăților economice din cauza Războiului de Șapte Ani al Nordului⁠(d). La începutul lunii august 1566, o biserică mănăstirească din Steenvoorde din Flandra (astăzi în nordul Franței) a fost prădată de o mulțime condusă de predicatorul Sebastian Matte. Acest incident a fost urmat de revolte similare în alte părți ale Flandrei și, în scurt timp, Țările de Jos au devenit scena Beeldenstormului, o mișcare iconoclastă rebelă a calvinilor, care au luat cu asalt bisericile și alte clădiri religioase pentru a profana și distruge arta bisericească și tot felul de amenajări decorative în cea mai mare parte a țării. Numărul de distrugători efectivi de reprezentări pare să fi fost relativ mic, iar fundalul exact al mișcării este încă dezbătut, dar, în general, autoritățile locale nu au ținut vandalismele în frâu. Acțiunile iconoclaștilor au împărțit nobilimea în două tabere, Orania și alți granzi opunându-se mișcării și alții, în special Henric de Brederode⁠(d), susținând-o. Chiar înainte de a răspunde la petiția nobililor, Filip pierduse controlul în frământatele Țări de Jos. El nu a văzut altă opțiune decât să trimită o armată⁠(d) să suprime rebeliunea. La 22 august 1567, Fernando Álvarez de Toledo, al 3-lea duce de Alba, a intrat în Bruxelles în fruntea a 10.000 de soldați.

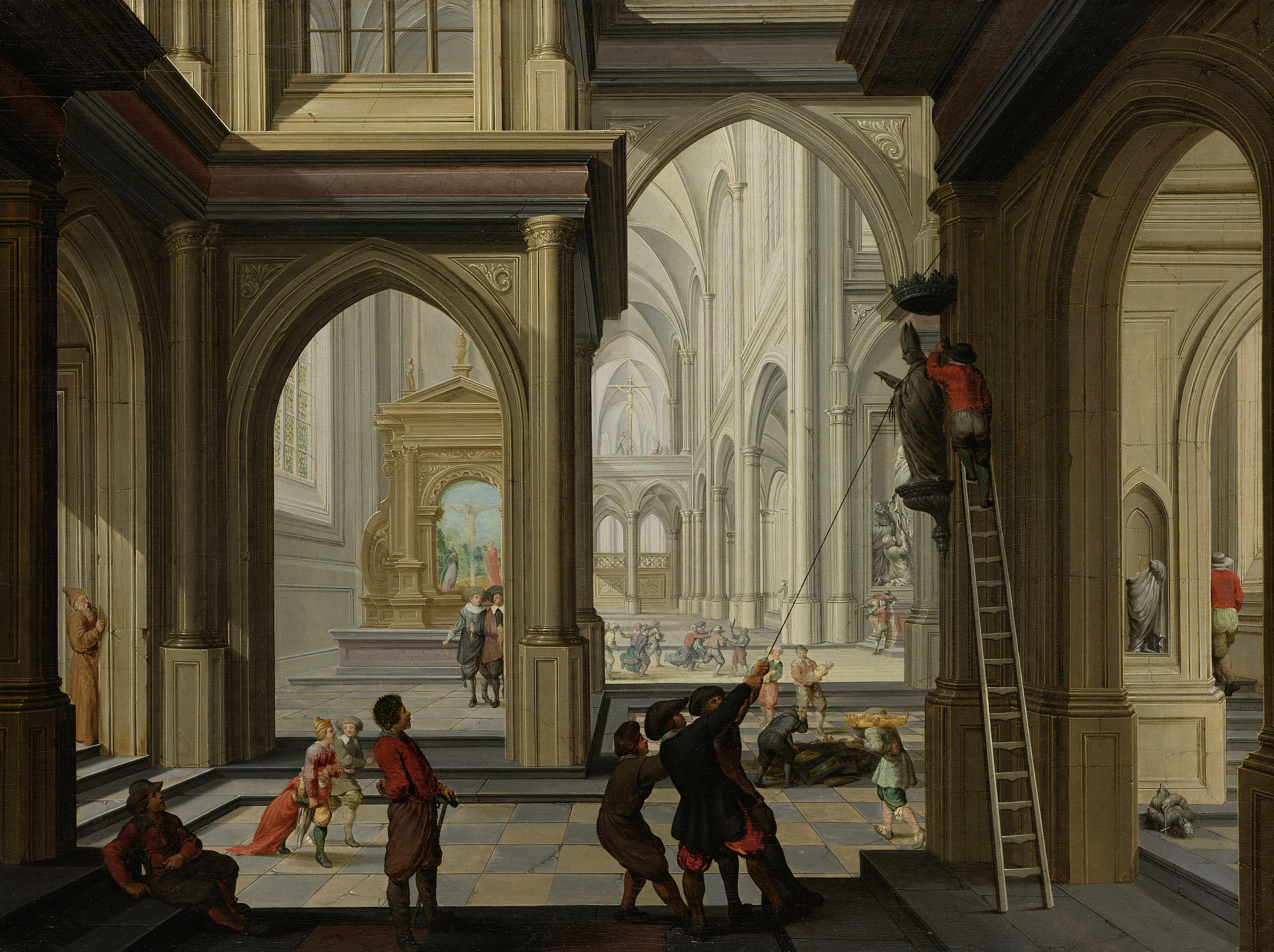
Iconoclasmul: Distrugerea organizată a imaginilor catolice a făcut ravagii prin bisericile olandeze în 1566.

Alba a luat măsuri dure și a creat rapid un tribunal special (Raad van Beroerten sau Consiliul Necazurilor⁠(d)) pentru a judeca pe oricine se opunea regelui. Alba se considera reprezentantul direct al lui Filip în Țările de Jos și a ocolit-o frecvent pe Margareta de Parma, sora pe jumătate a regelui, care fusese numită guvernatoare a Țărilor de Jos, și a folosit-o pentru a-i ademeni pe unii dintre nobilii fugari, în special pe conții de Egmont⁠(d) și Horne⁠(d), ceea ce a determinat-o să demisioneze din funcție în septembrie 1567. Egmont și Horne au fost arestați pentru înaltă trădare, condamnați și un an mai târziu, decapitați în Piața Mare din Bruxelles. Egmont și Horne fuseseră nobili catolici, fideli regelui Spaniei până la moartea lor. Motivul executării lor a fost acela că Alba i-a considerat trădători din cauza toleranței lor față de protestantism. Execuțiile lor, comandate de un nobil spaniol, au provocat indignare. Peste o mie de persoane au fost executate în lunile următoare. Numărul mare de execuții a determinat ca instanța să fie supranumită în Țările de Jos „Curtea Sângelui”, iar Alba să fie numit „Ducele de fier”. În loc să liniștească Țările de Jos, aceste măsuri au contribuit la alimentarea tulburărilor.

### Willem de Orania

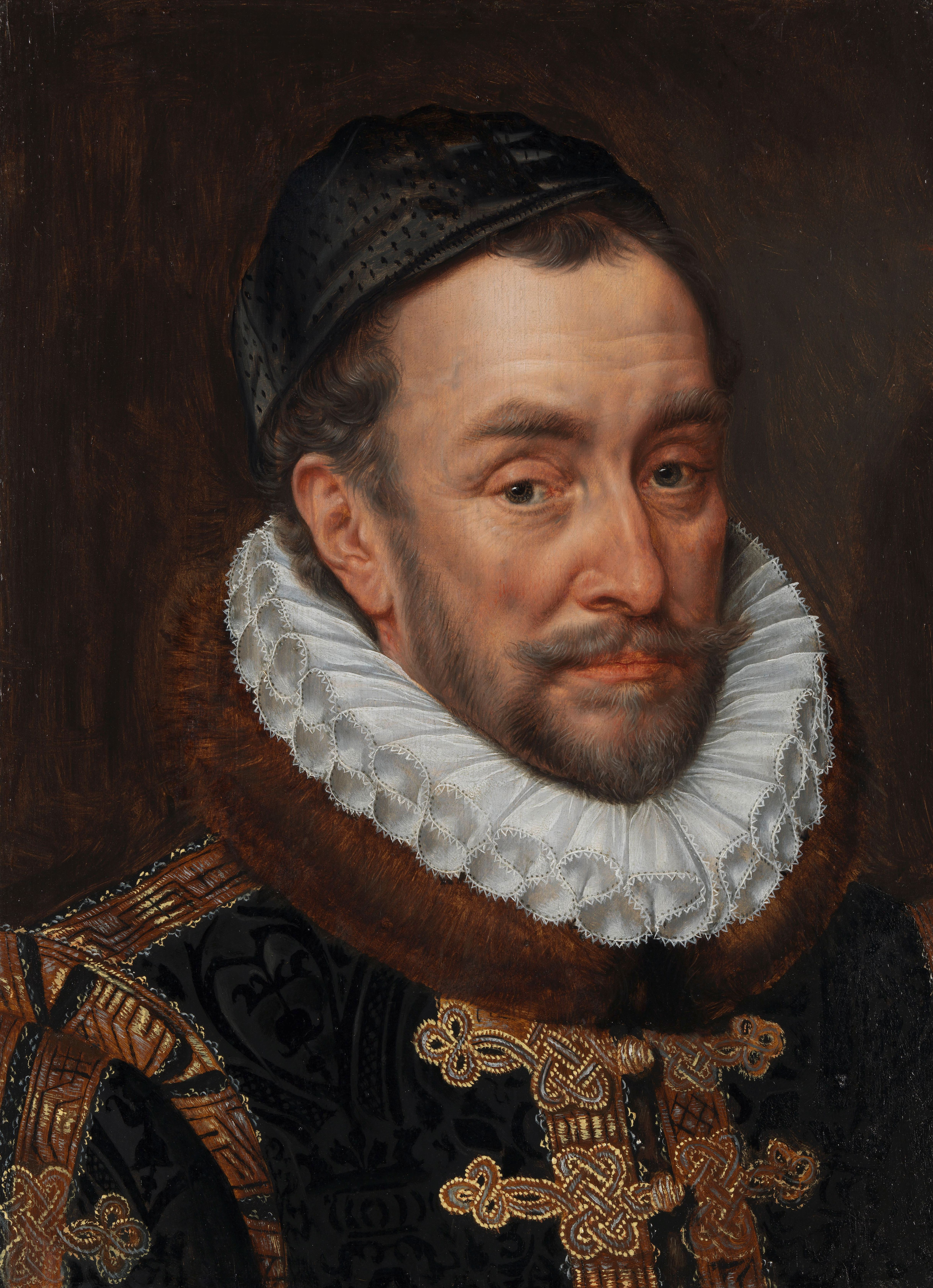
Willem Taciturnul,, stadtholder al și lider al Revoltei Olandeze.

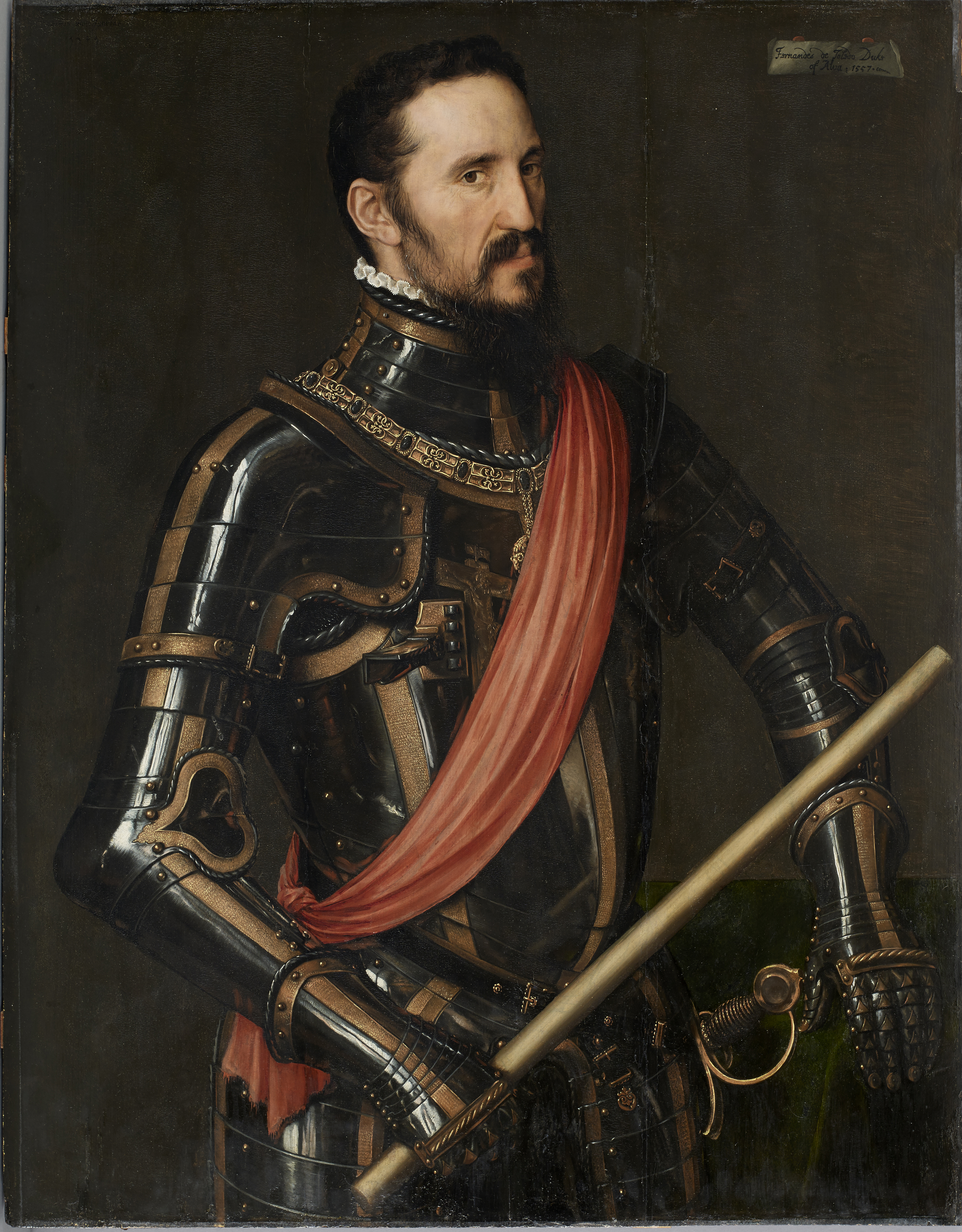
Fernando Álvarez de Toledo, duc de Alba „Ducele de fier”, guvernator al (1567-1573).

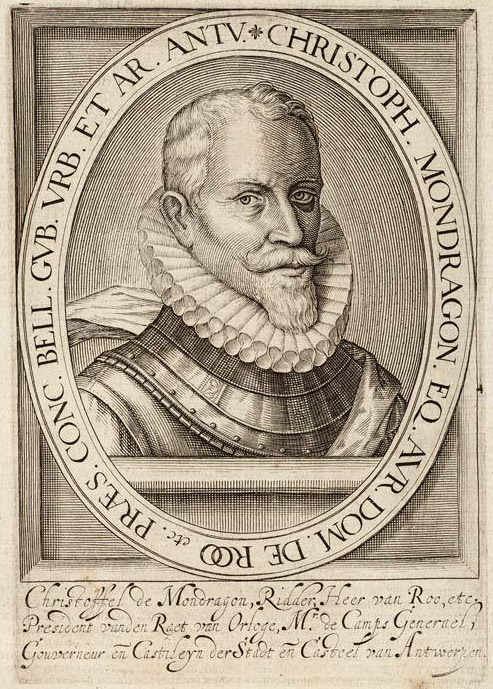
Generalul spaniol.

Willem I de Orania era stadtholder al provinciilor Olanda, Zeelanda și Utrecht, și burgraf al Antwerpenului și cel mai influent nobil din stările generale care a semnat petiția. După sosirea lui Alba, pentru a evita arestarea, așa cum s-a întâmplat cu Egmont și Horne, el a fugit în țările stăpânite de tatăl soției sale — contele-elector al Saxoniei. Toate pământurile și titlurile sale din Țările de Jos au fost confiscate în numele regelui spaniol. 
În 1568, William s-a întors să încerce să-l alunge din Bruxelles pe extrem de nepopularul duce de Alba. Scopul declarat al lui Willem era să-i înlăture pe miniștrii derutați ca Alba, să pună capăt rebeliunii și, astfel, să restabilească autoritatea corectă a regelui Filip. Această părere este reflectată în imnul național olandez de astăzi, Wilhelmus, în care se citesc ultimele versuri ale primei strofe sunt: den koning van Hispanje heb ik altijd geëerd (întotdeauna am cinstit pe regele Spaniei⁠(d)). În pamflete⁠(d) și în scrisorile sale adresate aliaților din Țările de Jos, Willem atrăgea atenția și asupra dreptului supușilor la a renunța la jurămintele lor de credință dacă suveranul nu le respectă privilegiile. Forțele lui Willem au pătruns în Țările de Jos din patru direcții. Armatele conduse de frații săi au invadat dinspre Germania, în timp ce hughenoții francezi au invadat dinspre sud. Spaniolii au câștigat bătălia de la Rheindalen⁠(d) lângă Roermond la 23 aprilie 1568, dar bătălia de la Heiligerlee⁠(d), dusă la 23 mai 1568, este considerată în mod obișnuit ca începutul Războiului de Optzeci de ani și a fost o victorie pentru armata rebelă. Campania s-a încheiat însă cu un eșec, întrucât Willem a rămas fără bani și armata i s-a dezintegrat, în timp ce cele ale aliaților săi au fost distruse de ducele de Alba. Willem a rămas în libertate și, ca singurul grande încă capabil să opună rezistență, era văzut încă de atunci ca lider al rebeliunii. 

Când revolta a izbucnit din nou în 1572, Willem și-a mutat curtea înapoi în Țările de Jos, la Delft în Olanda, întrucât pământurile strămoșești ale familiei Orania din Breda rămăseseră ocupate de spanioli. Delft a rămas baza operațiunilor lui Willem până la asasinarea lui de către Balthasar Gérard în 1584. 

## Recrudescența (1572–1585)
Spania avea dificultăți, deoarece ducea război simultan pe mai multe fronturi. Lupta sa împotriva Imperiului Otoman în Marea Mediterană a limitat serios puterea militară pe care ar putea să o desfășoare împotriva rebelilor din Țările de Jos. De asemenea, Franța se opunea Spaniei la orice punct. Mai mult, Anglia, în special corsarii englezi, hărțuiau transporturile spaniole și coloniile acesteia din Atlantic. 
Deja în 1566, Willem I de Orania ceruse sprijin otoman. Întrucât Suleiman Magnificul a afirmat că se simte apropiat din punct de vedere religios de protestanți („din moment ce nu venerau idoli, credeau într-un singur Dumnezeu și luptau împotriva Papei și Împăratului”) el i-a sprijint pe olandezi împreună cu francezii și cu englezii, după cum îi sprijinea în general pe protestanți și pe calvini,  ca o modalitate de a combate încercările Habsburgilor de a dobândi supremație în Europa. 

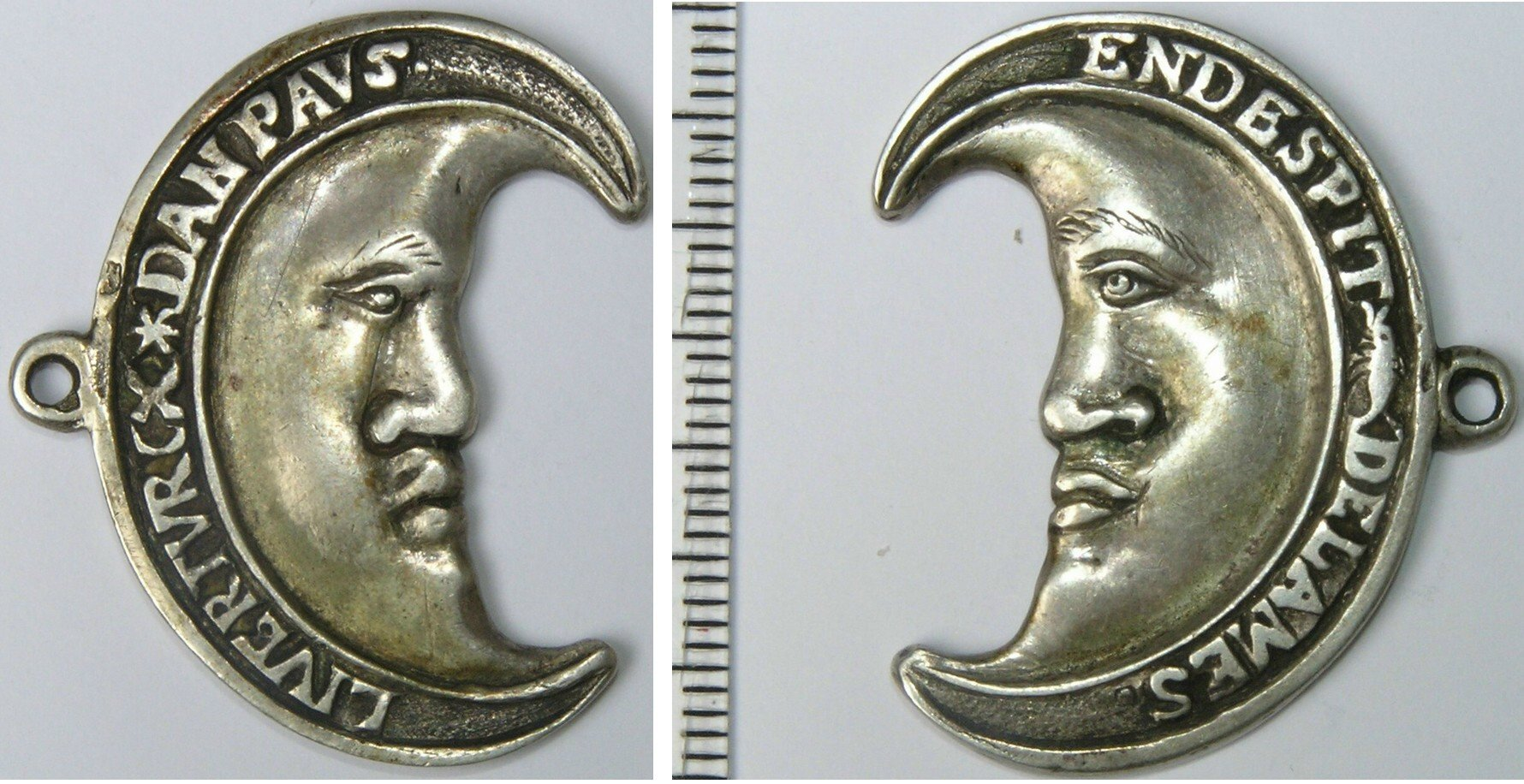
în formă de semilună, din argint turnat, instrumentată, aproximativ 1570, cu sloganul „” („Mai bine turci decât papistași”).

Chiar și așa, până în 1570, spaniolii suprimaseră rebeliunea mai mult sau mai puțin în toate Țările de Jos. Cu toate acestea, în martie 1569, într-un efort de finanțare a trupelor sale, Alba a propus Stărilor introducerea de noi taxe, printre care zeciuiala, o taxă de o zecime pe toate vânzările, altele decât proprietățile funciare. Această propunere a fost respinsă de către Stări și, ulterior, s-a convenit un compromis. Apoi, în 1571, Alba a hotărât să insiste cu strângerea zeciuielii, indiferent de opoziția Stărilor. Aceasta a stârnit un protest puternic atât din partea catolicilor cât și a protestanților, iar sprijinul pentru rebeli a crescut din nou, alimentat și de un grup mare de refugiați care fugiseră din țară în timpul dominației lui Alba. 
La 1 martie 1572, regina Angliei Elisabeta I i-a izgonit pe Gueux, cunoscuți sub numele de Cerșetorii Mărilor⁠(d), din porturile engleze, în încercarea de a-l mulțumi pe regele spaniol. Gueux-ii, sub conducerea lui Lumey⁠(d), au capturat orașul aproape neapărat Brill⁠(d), pe neașteptate, la 1 aprilie. Asigurându-și Brillul, rebelii au câștigat un cap de pod și, mai important, o victorie simbolică în nord. Acesta a fost un semn pentru protestanții din toate Țările de Jos să se revolte încă o dată.

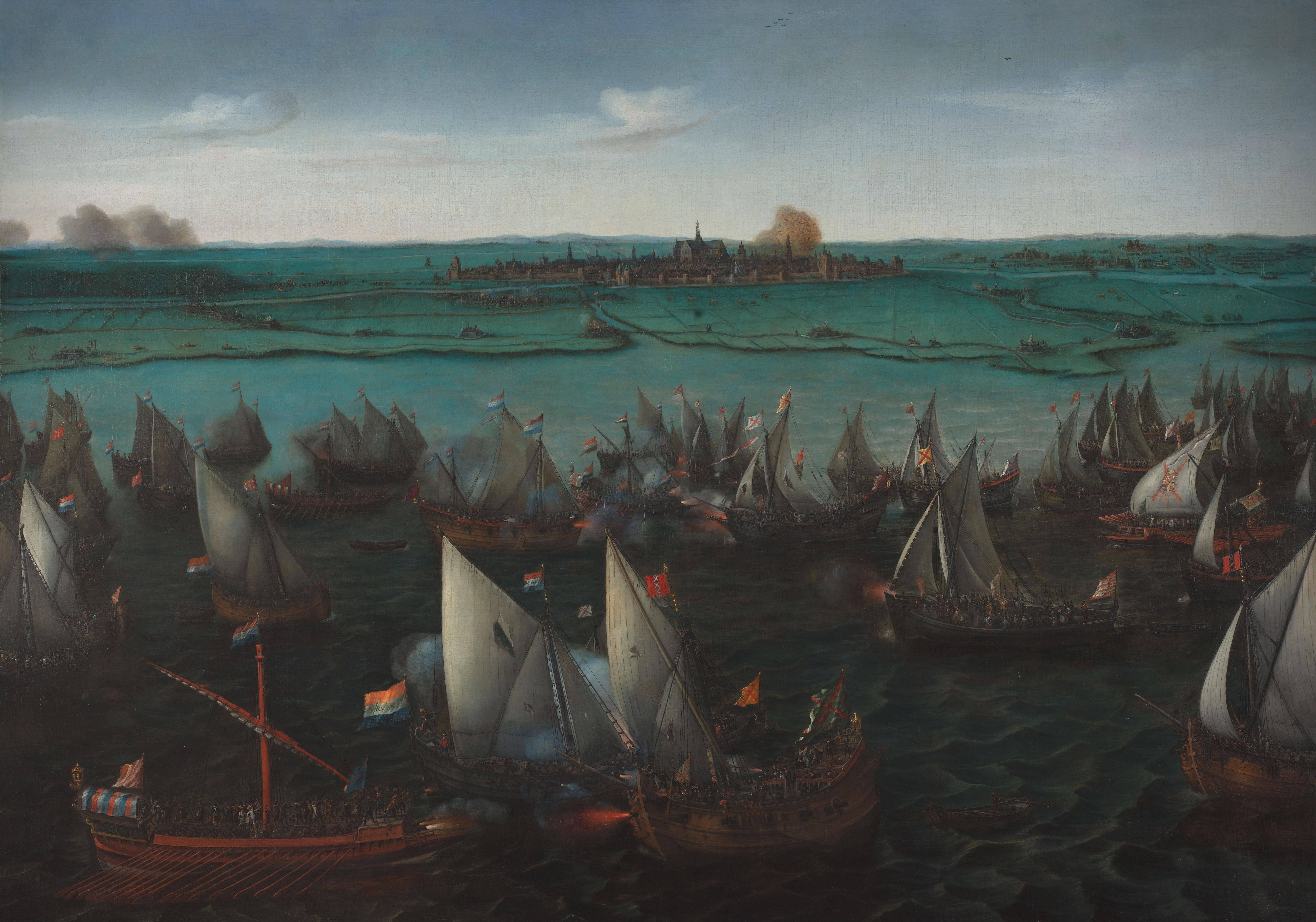
Bătălia de la Haarlemmermeer (1573), de Hendrick Cornelisz, 1621. Vroom, ulei pe pânză

Majoritatea orașelor importante din provinciile Olanda și Zeelanda și-au declarat loialitatea față de rebeli. Excepții notabile au fost Amsterdamul și Middelburgul, care au rămas fideli cauzei catolice până în 1578. Willem de Orania a fost pus în fruntea revoltei. El a fost recunoscut ca guvernator general și stadtholder al Olandei, Zeelandei, Frieslandului și Utrechtului la o întrunire la Dordrecht în iulie 1572. S-a convenit că puterea va fi împărțită între Orania și Stări. Odată cu influența rebelilor, care creștea rapid în provinciile din nord, războiul a intrat într-o a doua fază, mai decisivă. 
Totuși, acest lucru a dus și la discordie mai mare în rândul olandezilor. Pe de parte, exista o minoritate calvină militantă care dorea să lupte în continuare cu catolicul Filip al II-lea și să convertească toți cetățenii olandezi la calvinism. De cealaltă parte era o minoritate predominant catolică, care dorea să rămână loială guvernatorului și administrației sale de la Bruxelles. Între timp, marea majoritate a olandezilor (catolici) nu aveau o loialitate specială, dar doreau mai ales să restabilească privilegiile olandeze și să scape de prezența armatelor mercenare spaniole. Willem de Orania era figura centrală care trebuia să adune aceste grupuri spre un obiectiv comun. Până la urmă, el a fost forțat să se îndrepte din ce în ce mai mult spre partea radicală calvină care lupta cu spaniolii. S-a convertit el însuși la calvinism în 1573.

### Pacificarea de la Gent

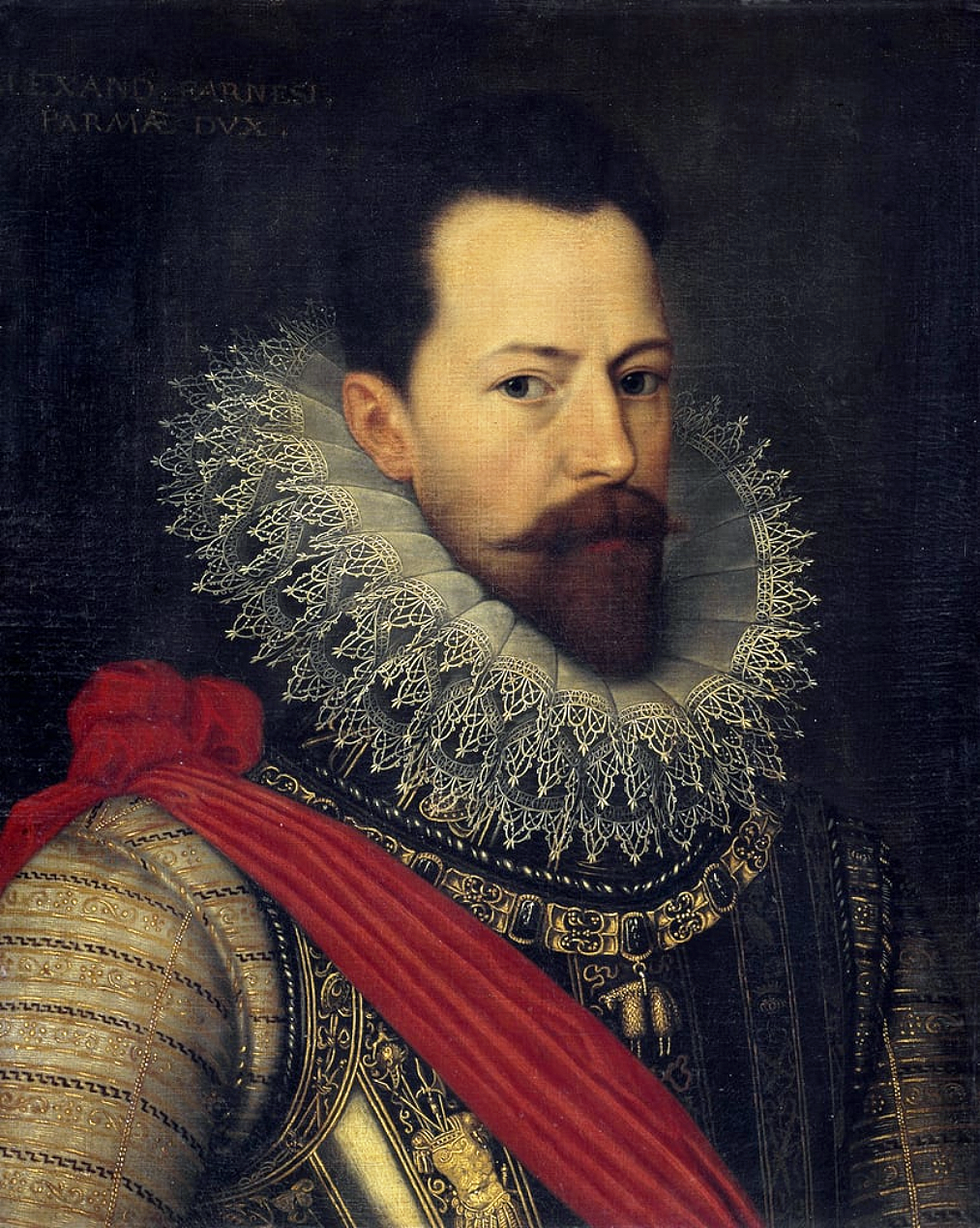
Alessandro Farnese, duce de Parma, comandantul armatei spaniole

Alba nu a putut face față rebeliunii și a fost înlocuit în 1573 cu Luis de Requesens⁠(d) și s-a încercat o nouă politică de moderare. Spania a trebuit însă să declare faliment în 1575. Requesens nu reușise să pună în aplicare o politică acceptabilă atât pentru regele spaniol, cât și pentru Țările de Jos, când a murit la începutul anului 1576. 
Incapacitatea spaniolilor de a-și plăti armatele mercenare a persistat, ceea ce a dus la numeroase răzvrătiri⁠(d), iar în noiembrie 1576 trupele au prădat Antwerpenul⁠(d) cu prețul a aproximativ 8.000 de vieți. Această așa-numită „furie spaniolă” a întărit determinarea rebelilor din cele șaptesprezece provincii de a-și lua soarta în propriile lor mâini. 
Țările de Jos au negociat un tratat intern, Pacificarea de la Gent⁠(d), în 1576, în care provinciile au convenit asupra principiului toleranței religioase și s-au angajat să lupte împreună împotriva forțelor spaniole răzvrătite. Pentru provinciile predominant catolice, distrugerea de către trupele străine răzvrătite era motivul principal pentru a se alătura revoltei deschisă, dar oficial, provinciile rămâneau fidele suveranului Filip al II-lea. Unele ostilități religioase au continuat totuși, iar Spania, ajutată de livrările de lingouri⁠(d) din Lumea Nouă, a putut să trimită o nouă armată condusă de Alessandro Farnese, duce de Parma și Piacenza.

### Uniunile de la Arras și Utrecht

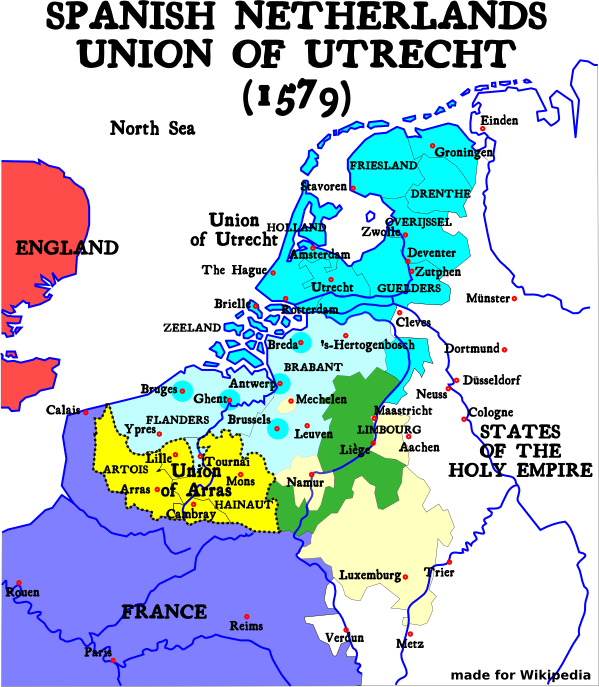
Țările de Jos în 1579, indicând (albastru) și Atrecht (galben)

La 6 ianuarie 1579, încurajați de noul guvernator spaniol Farnese și deranjate de calvinismul agresiv, unele dintre statele sudice (comitatul Artois, comitatul Hainaut și așa-numita Flandră valonă⁠(d) situată în ceea ce sunt acum Franța și Valonia) au părăsit alianța convenită prin pacificarea de la Gent și au semnat Uniunea de la Arras (Atrecht), exprimându-și loialitatea față de regele spaniol. Aceasta a însemnat un sfârșit prematur al obiectivului independenței unite a celor șaptesprezece provincii pe baza toleranței religioase, convenite doar cu trei ani înainte. 
Ca răspuns la uniunea de la Arras, Willem a unit provinciile Olanda, Zeelanda, Utrecht, Guelders și Groningen în Uniunea de la Utrecht⁠(d) la 23 ianuarie 1579; Brabantul și Flandra s-au alăturat o lună mai târziu, în februarie 1579. Efectiv, cele șaptesprezece provincii erau acum împărțite într-un grup sudic loial regelui spaniol și un grup nordic rebel. 

### Act de abjurare
În Europa secolului al XVI-lea, majoritatea țărilor aveau un rege sau un alt nobil ca șef de stat. După ce l-au repudiat pe Filip, Stările Generale ale Țărilor de Jos⁠(d) au încercat să găsească un înlocuitor adecvat. Regina protestantă a Angliei, Elisabeta I, părea alegerea evidentă la a fi protectoare a Țărilor de Jos. Elisabetei însă ideea îi repugna. Intervenția ei în favoarea hughenoților francezi (prin Tratatul de la Hampton Court⁠(d)) fusese o greșeală costisitoare și ea se hotărâse ca niciodată să nu se mai implice în afacerile interne ale vreunui dintre ceilalți monarhi. Nu numai că intervenția l-ar fi provocat pe Filip, dar ar fi stabilit și un precedent periculos. Dacă ea putea să se amestece în treburile altor monarhi, și ei îi puteau face ei același lucru. (Elisabeta avea însă ulterior să acorde ajutor rebelilor olandezi prin tratatul de la Nonsuch⁠(d) din 1585 și, în consecință, Filip avea să-i ajute pe rebelii irlandezi în Războiul de Nouă Ani⁠(d).) 
În 1581, stările generale l-au invitat pe François, duce de Anjou (fratele mai mic al regelui Henric al III-lea al Franței), să fie conducător suveran. Anjou a acceptat cu condiția ca Țările de Jos să renunțe oficial la orice loialitate față de Filip. Stările generale au emis actul de abjurare⁠(d), care declara că regele Spaniei nu și-a respectat responsabilitățile față de poporul Țărilor de Jos și, prin urmare, nu va mai fi acceptat drept suveran de drept. Anjou a sosit în februarie 1582. Deși primit în unele orașe, el a fost respins de Olanda și Zeelanda. Majoritatea oamenilor nu avea încredere în el deoarece era catolic, iar Stările Generale i-au acordat puteri foarte limitate. El a adus o mică armată franceză în Țările de Jos, după care a decis să preia cu forța controlul asupra Antwerpenului⁠(d) în ianuarie 1583. Această încercare a eșuat dezastruos, iar Anjou a părăsit Țările de Jos. 
Elisabetei i se oferea acum suveranitatea Țărilor de Jos, dar ea a refuzat. Toate opțiunile de monarh străin fiind epuizate, Stările generale au hotărât în cele din urmă să guverneze ca organ republican. 

### Căderea Antwerpenului

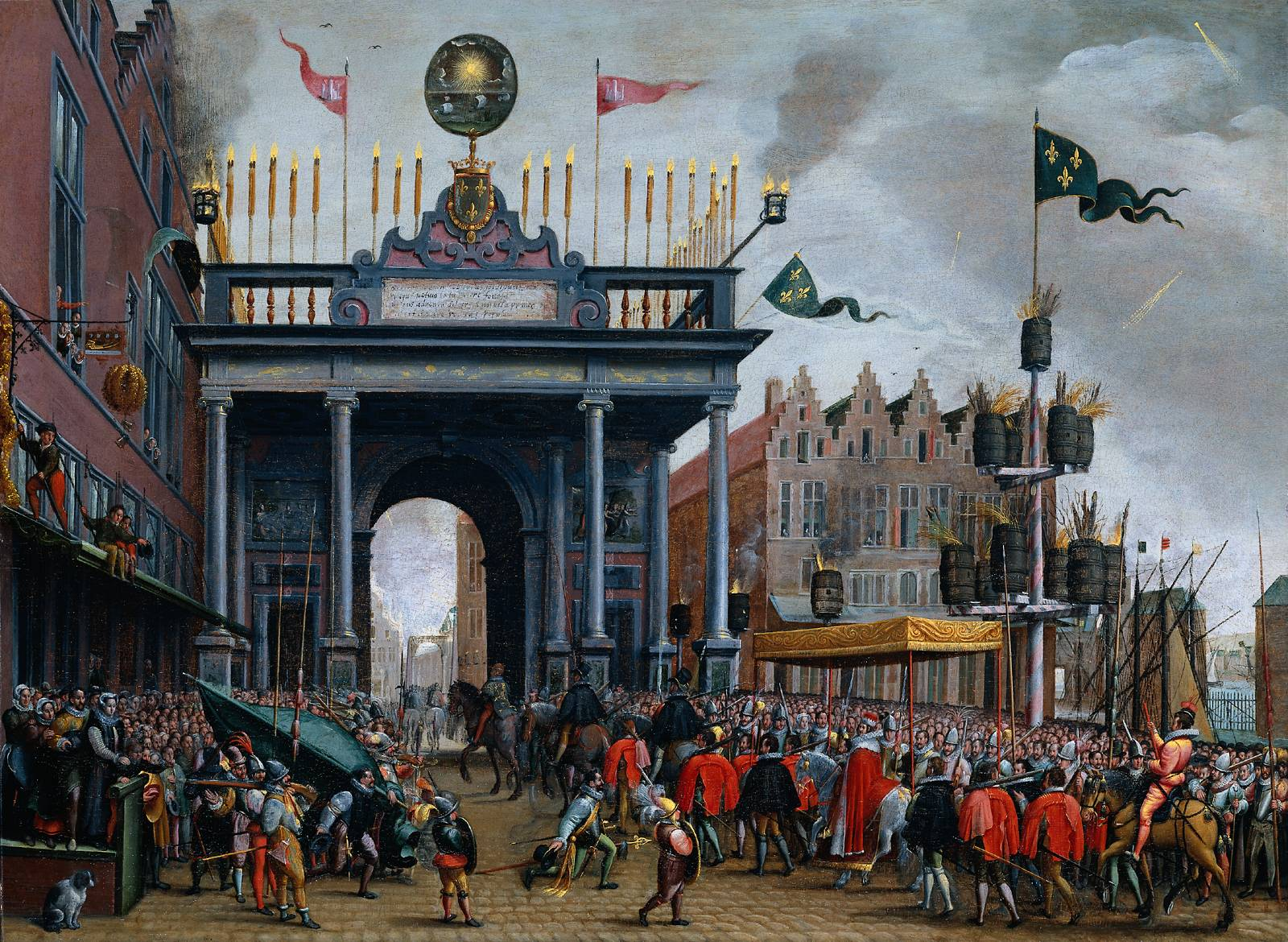
Intrarea cu bucurie a ducelui de Anjou în Antwerpen,, cu un an înaintea cu forța.

Imediat după Actul de Abjurare, Spania a trimis o nouă armată pentru a recuceri Provinciile Unite. În anii următori, ducele de Parma a recucerit cea mai mare parte a Flandrei și Brabantului, precum și o mare parte a provinciilor de nord-est. Religia romano-catolică a fost restaurată în mare parte din această zonă. În 1585, Antwerpenul — cel mai mare oraș din Țările de Jos la acea vreme — a căzut în mâinile spaniolilor⁠(d), ceea ce a determinat peste jumătate din populația sa să fugă spre nord. Între 1560 și 1590, populația Antwerpenului a scăzut de la circa 100.000 de locuitori la circa 42.000.
Willem de Orania, care fusese declarat bandit de Filip al II-lea în martie 1580, a fost asasinat de un susținător al regelui la 10 iulie 1584. Ca lider al rebeliunii, i-a urmat fiul său, Maurits de Nassau, principe de Orania⁠(d). 
Țările de Jos erau împărțite într-o parte independentă în nord și o parte de sud care a rămas sub controlul spaniol. Datorită guvernării aproape neîntrerupte a separatiștilor dominați de calvini, o mare parte din populația provinciilor de nord s-a convertit la protestantism în următoarele decenii. Sudul, sub stăpânire spaniolă, a rămas bastion catolic; majoritatea protestanților de acolo au fugit spre nord. Spania a păstrat o mare prezență militară în sud, unde ar putea fi folosită și împotriva Franței. 

## Independențadefactoa nordului (1585–1609)

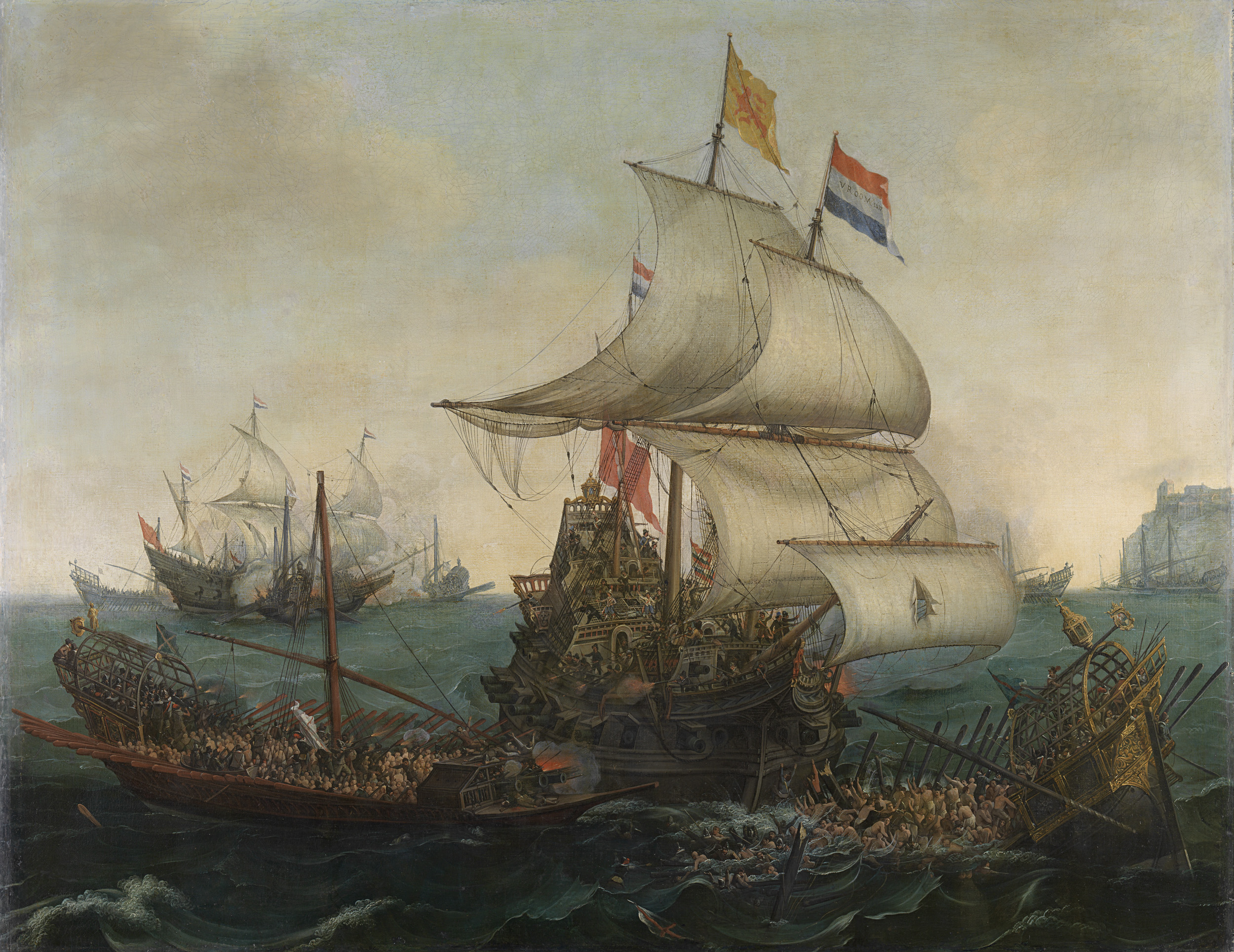
Nave olandeze care lovesc galere spaniole în, octombrie 1602

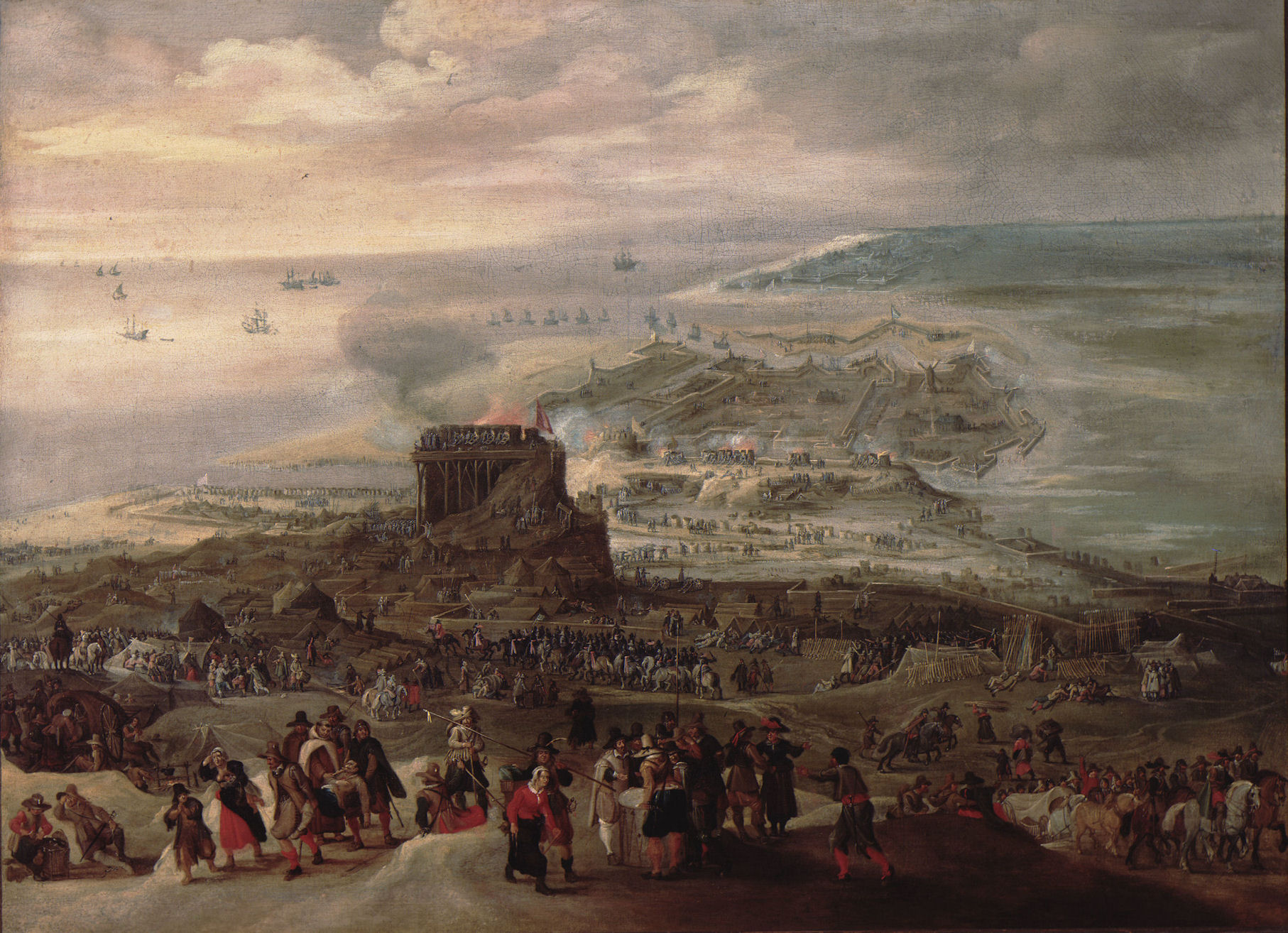
Asediul Ostendului (1601–1604). Ruina și devastarea asediului au dus la negocieri care au produs un armistițiu de doisprezece ani (1609–1621) între Spania și Provinciile Unite.

Odată cu războiul împotriva lor, Provinciile Unite au cerut ajutorul regatelor Franței și Angliei și, între februarie și mai 1585, chiar au oferit fiecărui monarh suveranitatea asupra Țărilor de Jos, dar ambii au refuzat.
Chiar dacă Anglia îi susținea în mod neoficial pe olandezi⁠(d) de ani buni, Elisabeta nu i-a sprijinit oficial pe olandezi, deoarece se temea că putea ofensa Spania într-atât încât să-i declare război. Cu toate acestea, cu un an înainte, Liga Catolică⁠(d) Franceză semnase un tratat cu Spania pentru a-i distruge pe protestanții francezi. Temându-se că Franța va cădea sub controlul Habsburgilor, Elisabeta a hotărât acum să acționeze. În 1585, în temeiul tratatului de la Nonsuch⁠(d), Elisabeta I l-a trimis pe contele de Leicester să preia domnia ca regent, cu 5.000–6.000 de soldați, inclusiv 1.000 de călăreți. Contele de Leicester s-a dovedit a fi un slab comandant militar și nu a înțeles nici aranjamentele comerciale sensibile dintre regenții olandezi și spanioli. Mai mult, Leicester s-a confruntat cu calvinii radicali, pierzând încrederea catolicilor și moderaților. De asemenea, Leicester s-a ciocnit cu mulți patricieni olandezi când a încercat să-și consolideze propria putere cu prețul stărilor provinciale. La un an de la sosirea sa, el își pierduse sprijinul public. Leicester s-a întors în Anglia, după care Sările Generale, neputând găsi niciun alt regent potrivit, l-a numit pe Maurits de Orania⁠(d) (fiul lui Willem), în vârstă de 20 de ani, în funcția de căpitan general⁠(d) al armatei olandeze în 1587. La 7 septembrie 1589 Filip al II-lea i-a ordonat lui Parma să mute toate forțele disponibile spre sud pentru a-l împiedica pe Henric al Navariei să devină rege al Franței. Pentru Spania, Țările de Jos deveniseră un subiect secundar în comparație cu Războaiele Religioase din Franța⁠(d). 
Granițele actualelor Țări de Jos au fost definite în mare parte de campaniile lui Maurits de Orania. Succesele olandeze s-au datorat nu numai abilităților sale tactice, ci și poverii financiare pe care Spania a suportat-o la înlocuirea navelor pierdute în campania dezastruoasă a Invincibilei Armade în 1588 și nevoii de a-și restabili marina pentru a recupera controlul mărilor după contraatacul englez⁠(d). Una dintre cele mai notabile caracteristici ale acestui război este numărul de răzvrătiri ale soldaților din armata spaniolă din cauza restanțelor de plată. Sunt cunoscute cel puțin 40 de răzvrătiri în perioada 1570–1607. În 1595, când Henric al IV-lea al Franței a declarat război Spaniei, guvernul spaniol a declarat din nou falimentul. Cu toate acestea, redobândind controlului asupra mărilor, Spania a reușit să-și crească foarte mult proviziile de aur și argint din America, ceea ce i-a permis creșterea presiunii militare asupra Angliei și Franței. 

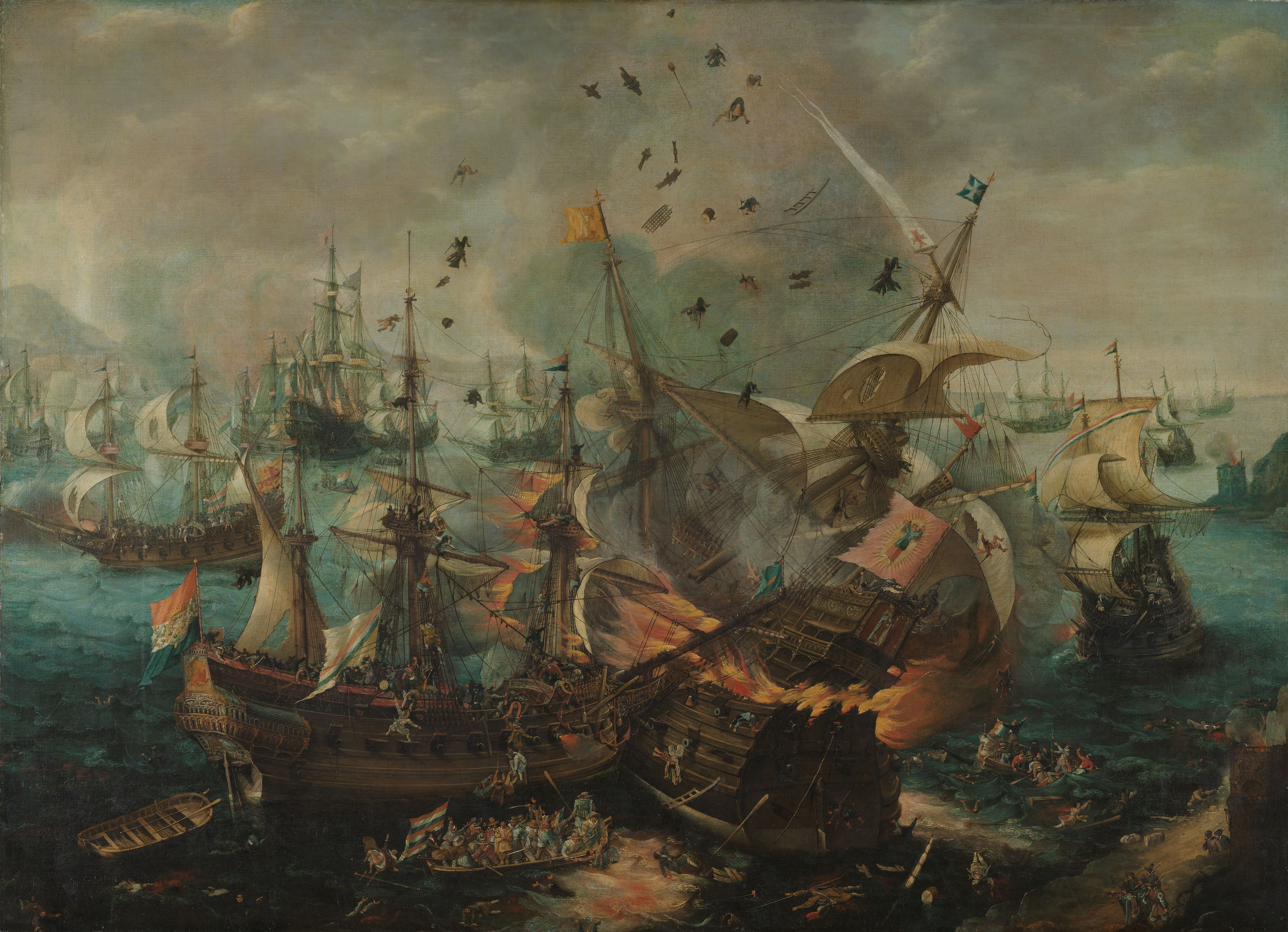
1607: Bătălia de la Gibraltar, armata olandeză recent extinsă luptă cu o flotă spaniolă la Gibraltar.

Sub presiune financiară și militară, în 1598, Filip a cedat tronurile Țărilor de Jos către fiica sa mai mare, Isabella și soțul ei (nepotul lui Filip) Albert, în urma încheierii tratatului de la Vervins⁠(d) cu Franța. Ei s-au dovedit a fi conducători foarte competenți. La acel moment, Maurits era angajat în cucerirea unor orașe importante din Țările de Jos. Începând cu fortificația importantă din Bergen op Zoom (1588), Maurits a cucerit Breda (1590), Zutphen, Deventer, Delfzijl și Nijmegen (1591), Steenwijk⁠(d), Coevorden (1592) Geertruidenberg (1593) Groningen (1594) Grol, Enschede, Ootmarsum⁠(d), Oldenzaal (1597), Rheinberg (1601) și Grave (1602). Întrucât această campanie a fost restrânsă la zonele de frontieră ale actualelor Țări de Jos, zona centrală a rămas în pace, timp în care a intrat în epoca sa de aur. 

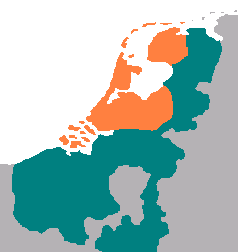
Teritoriul Provinciilor Unite c. 1590 (cu portocaliu), la apogeul Reconquistei spaniole sub (turcoaz).

Până acum, devenise clar că controlul spaniol asupra Țărilor de Jos Meridionale era puternic. Cu toate acestea, controlul asupra Zeelandei însemna că nordul Țărilor de Jos putea controla și închide estuarul Scheldtului, ieșirea la mare pentru importantul port Antwerpen. Portul Amsterdam beneficiat foarte mult de blocarea portului Antwerpen, în măsura în care negustorii din nord au început să pună la îndoială utilitatea recuceririi Sudului. În 1600 a fost lansată o campanie pentru controlul regiunii de coastă a provinciilor sudice, împotriva părerii lui Maurits. Deși înfățișată ca o eliberare a Țărilor de Jos Meridionale, campania a avut ca principal scop eliminarea amenințării reprezentate pentru comerțul olandez de dunkirkenii⁠(d) susținuți de spanioli. Spaniolii și-au consolidat pozițiile de-a lungul coastei, ceea ce  a dus la bătălia de la Nieuwpoort⁠(d). 
Deși armata Stărilor Generale a obținut un mare prestigiu pentru sine și comandantul său, provocând o înfrângere pe atunci surprinzătoare a unei armate spaniole în luptă deschisă, Maurits a oprit marșul asupra Dunkirkului și s-a întors în Provinciile de Nord. Maurits nu i-a iertat niciodată pe regenții în frunte de van Oldenbarneveld⁠(d), pentru că a fost trimis în această misiune. În acest punct, divizarea Țărilor de Jos în state separate devenise aproape inevitabilă. Odată cu eșecul în a elimina amenințarea comerțului de către dunkirkeni, Stările au hotărât să își construiască o marină pentru a proteja comerțul pe mare, care crescuse foarte mult prin crearea Companiei Olandeze a Indiilor de Est în 1602. Flotele olandeze întărite aveau să se dovedească o forță formidabilă, care avea să stânjenească ambițiile navale ale Spaniei după aceea. 

## Armurașul de doisprezece ani (1609–1621)

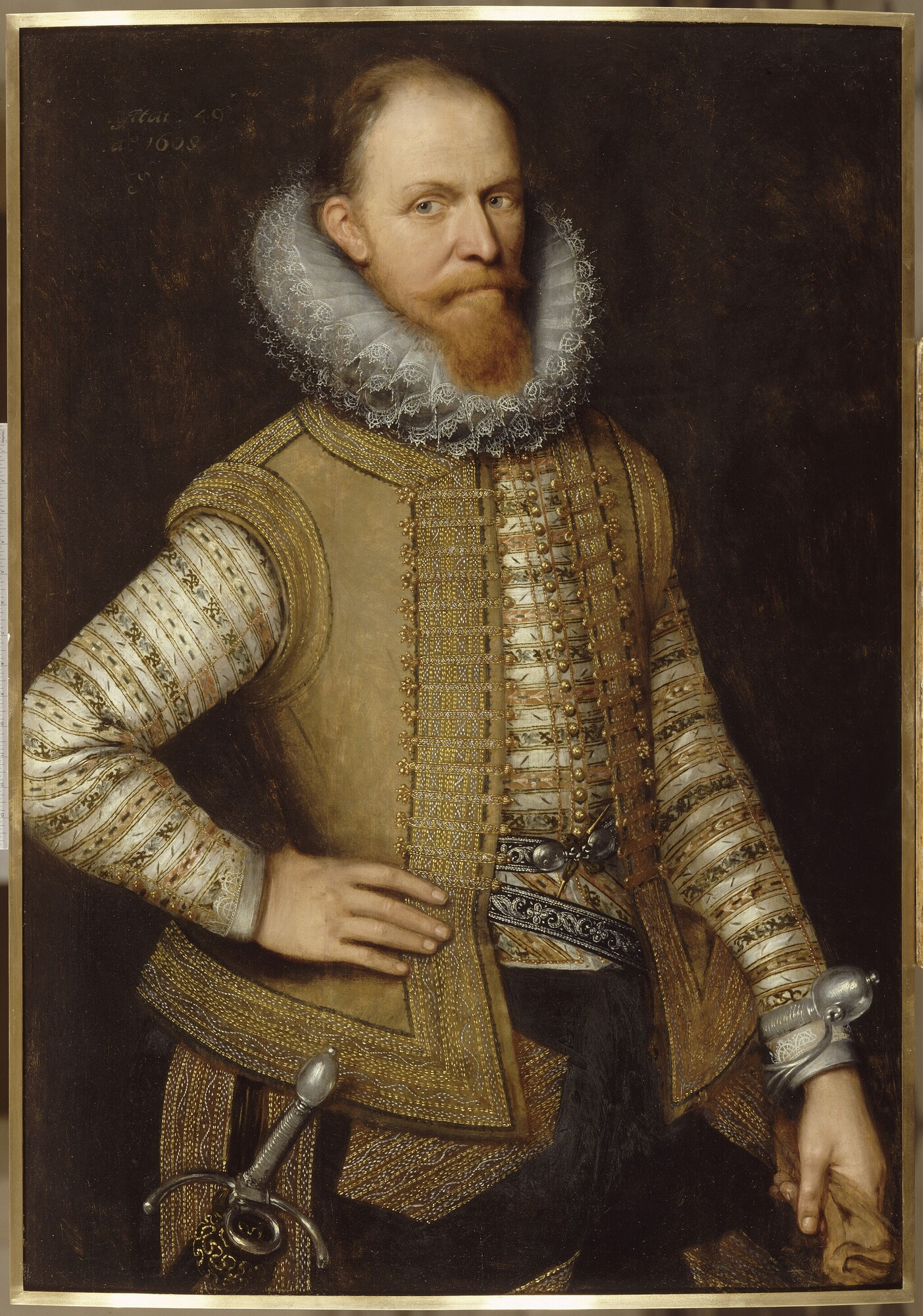
a fost din 1618, la moartea fratelui său mai mare,.

În 1609, Provinciile Unite și statele sudice controlate de Spania au intrat într-o încetare a focului, numit ulterior Armistițiul de Doisprezece Ani, mediat de Franța și Anglia la Haga. Pe durata încetării focului, olandezii au depus mari eforturi pentru a-și construi marina, care a avut mai târziu o influență crucială pe parcursul războiului. 

În timpul Armistițiului, două facțiuni au apărut în tabăra olandeză, pe linii politice și religioase. De o parte se aflau arminienii⁠(d), printre ai căror susținători importanți se numărau Johan van Oldenbarnevelt⁠(d) și Hugo Grotius. Ei tindeau a fi negustori avuți, care acceptau o interpretare mai puțin strictă a Bibliei decât calvinii clasici. Acestiora li s-au opus gomariștii⁠(d) mai radicali, care își proclamau în mod deschis loialitatea față de prințul Maurits în 1610. În 1617, conflictul a escaladat când republicanii au promovat „Rezoluția Bruscă”, permițând orașelor să ia măsuri împotriva gomariștilor. Prințul Maurits l-a acuzat pe van Oldenbarnevelt de trădare, l-a arestat și în 1619, acesta din urmă a fost executat. Hugo Grotius a fugit din țară după ce a evadat din închisoare în Castelul Loevestein⁠(d).

## Etapele finale (1621–1648)

### Războiul reizbucnește

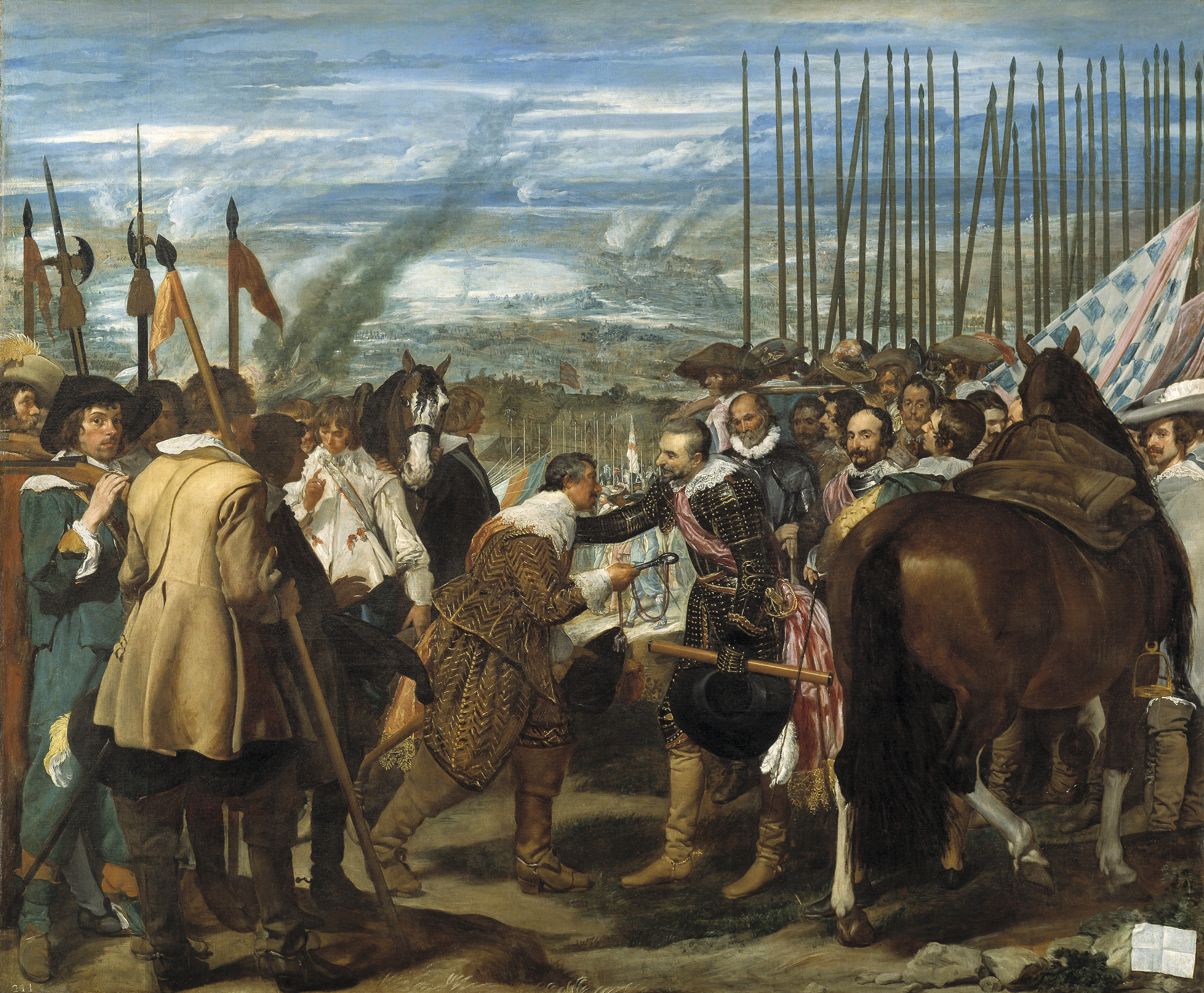
1625: Capitularea Bredei, de Diego Velázquez, înfățișând comandanții olandezi predându-se comandantului spaniol

Negocierile pentru o pace permanentă au continuat pe tot parcursul armistițiului. Două probleme majore nu au putut fi rezolvate. În primul rând, cererea spaniolilor pentru libertate religioasă a catolicilor din Țările de Jos a fost combătută de o cerere similară a olandezilor pentru libertatea religioasă similară a protestanților din Țările de Jos Meridionale. În al doilea rând, exista un dezacord din ce în ce mai mare cu privire la rutele comerciale către diferitele colonii (în Orientul Îndepărtat și în America). Spaniolii au făcut un ultim efort pentru a recuceri Nordul, iar olandezii și-au folosit marina pentru a-și lărgi rutele comerciale comerciale în detrimentul Spaniei (olandezii s-au concentrat în cea mai mare parte pe capturarea posesiunilor personale ale lui Filip, ca rege al Portugaliei, care nu semnase armistițiul, în Războiul olandezo-portughez⁠(d)). Războiul a izbucnit din nou și, crucial, a fuzionat cu mai amplul Război de Treizeci de Ani. 
În 1622, un atac spaniol asupra importantei cetăți Bergen op Zoom a fost respins. Cu toate acestea, în 1625, Maurits a murit în timp ce spaniolii asediau orașul Breda. Ignorând ordinele, comandantul spaniol Ambrogio Spinola⁠(d) a reușit să cucerească Breda. Războiul se concentra acum mai mult asupra comerțului, o mare parte din el între olandezi și dunkirkeni⁠(d), dar și pe atacurile olandeze asupra convoaielor spaniole și, mai ales, pe confiscarea forturilor comerciale neocupate și a teritoriilor prost apărate ale Portugaliei. Fratele pe jumătate al lui Maurits, Frederick Henric⁠(d) i-a succedat fratelui său și a luat comanda armatei. Frederic Henric a cucerit importanta cetate 's-Hertogenbosch în 1629. Acest oraș, cel mai mare din nordul Brabantului, fusese considerat inexpugnabil. Pierderea sa a fost o lovitură serioasă pentru spanioli.
În 1632, Frederick Henric a capturat Venlo, Roermond și Maastricht în timpul celebrului sale „Marș de-a lungul Meusei”, într-o mișcare de învăluire, pentru a se pregăti pentru cucerirea marilor orașe din Flandra. Încercările din următorii ani de a ataca Antwerpenul și Bruxelles-ul au eșuat. Olandezii au fost dezamăgiți de lipsa de sprijin pe care au primit-o din partea populației flamande. Acest lucru a fost cazuat mai ales de jufuirea Tienenului și de noua generație care fusese crescută în Flandra și Brabant, și care fusese reconvertită în profunzime la romano-catolicism și care acum nu mai avea încredere în olandezii calvini nici măcar cât în ocupanții spanioli. 

### Teatrul colonial

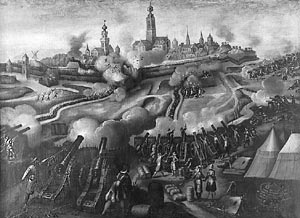
1645: Asediul Hulstului, ultimul asediu major al războiului

Pe măsură ce din ce în ce mai multe țări europene au început să-și construiască imperiile, războiul dintre țări s-a extins și în colonii. Luptele pentru coloniile profitabile s-au dus în locuri îndepărtate, ca Macau, Indiile Orientale, Ceylon, Formosa (Taiwan), Filipine, Brazilia și în alte astfel de locuri. Cel mai important dintre aceste conflicte avea să devină cunoscut sub numele de Războiul Olandezo-Portughez⁠(d). Olandezii și-au alcătuit un imperiu comercial în întreaga lume, exploatându-și dominația asupra mărilor. Compania Olandeză a Indiilor de Est a fost înființată pentru a administra comerțul olandez cu Orientul, în timp ce Compania Olandeză a Indilor de Vest a făcut același lucru pentru Occident. 
În coloniile occidentale, Stările Generale olandeze s-au limitat în cea mai mare parte la sprijinirea corsarilor din Caraibe, pentru a ușura cuferele spaniolilor și pentru a și le umple pe ale lor. Cel mai de succes dintre aceste raiduri a fost capturarea celei mai mari părți a flotei spaniole de comori⁠(d) de către Piet Hein⁠(d) în 1628, ceea ce i-a permis lui Frederick Henric să finanțeze asediul 's-Hertogenbosch-ului și a produs mari dificultăți în plata trupelor spaniole. Dar s-au încercat și cucerirea coloniilor existente sau fondarea unora noi în Brazilia, America de Nord și Africa. Majoritatea acestora aveau să reușească doar parțial sau pentru scurt timp. În Orient, activitățile au dus la cucerirea multor colonii comerciale profitabile, un factor major în înfăptuirea Epocii de Aur a Olandei.

### De la război la pace
În 1639, Spania a trimis o armadă⁠(d) către Flandra, care transporta 20.000 de soldați, pentru a ajuta la o ultimă amplă încercare de a învinge rebelii din nord. Armada a fost învinsă decisiv de locotenent-amiralul Maarten Tromp⁠(d) în bătălia de la Downs⁠(d). Această victorie a avut consecințe istorice mult dincolo de Războiul de Optzeci de Ani, deoarece a marcat sfârșitul Spaniei ca puterea dominantă a mărilor. 

O alianță cu Franța a schimbat echilibrul de putere. Republica putea acum să spere să recucerească și Țările de Jos Meridionale. Totuși, aceasta nu însemna că ele aveau să devină o parte a Țărilor de Jos, ci că vor fi împărțiți între învingători, ceea ce ar avea ca rezultat un stat francez puternic, vecin cu Republica. În plus, însemna că cel mai probabil portul Antwerpen nu ar mai fi fost blocat și că putea deveni un concurent serios pentru Amsterdam. Odată ce Războiul de Treizeci de Ani s-a încheiat, nu a mai fost nevoie să lupte pentru a sprijini celelalte națiuni protestante. Drept urmare, s-a hotărât în schimb încetarea ostilităților.

### Pacea

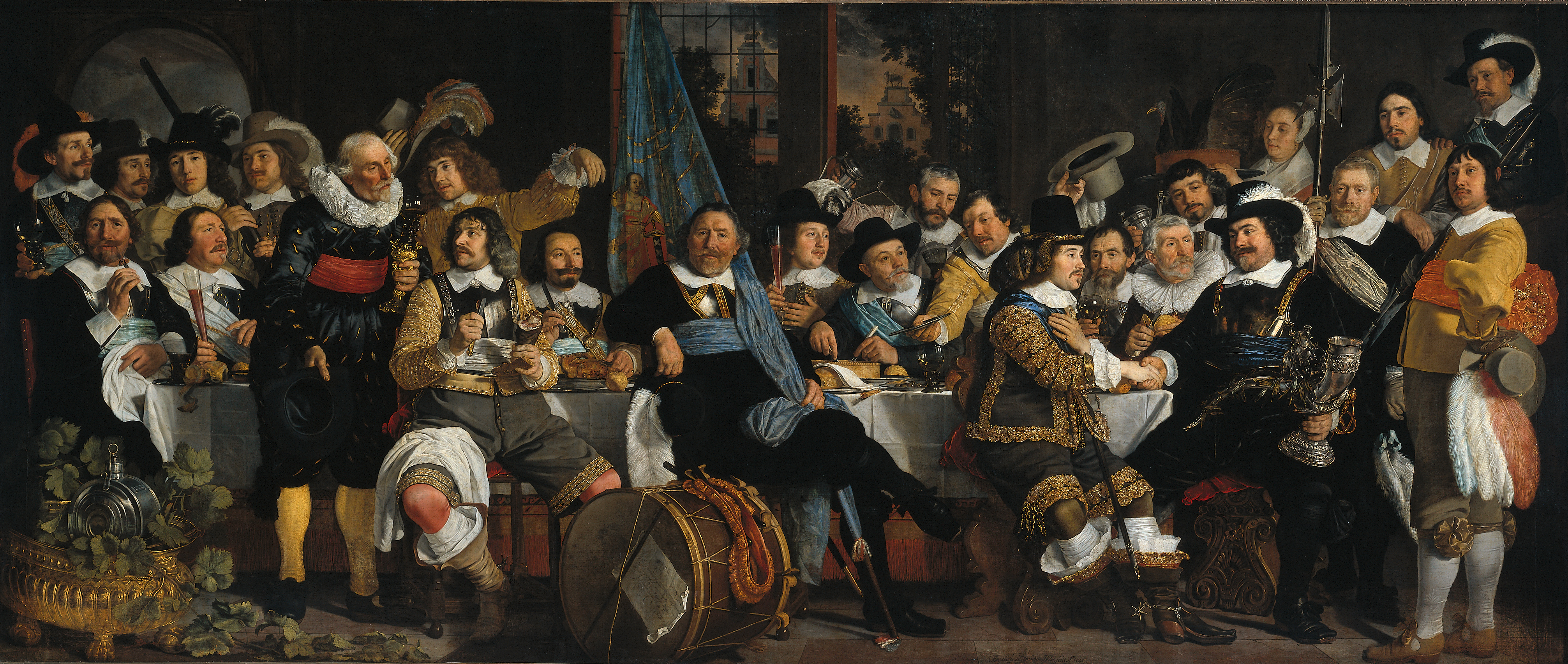
Cetățenii Amsterdamului sărbătoresc, pictură din 1648 de

La 30 ianuarie 1648, războiul s-a încheiat cu Tratatul de la Münster⁠(d) între Spania și Țările de Jos. La Münster, la 15 mai 1648, părțile au făcut schimb de copii ratificate ale tratatului. Acest tratat făcea parte din mai ampla Pace Westfalică paneuropeană, care a pus capăt și Războiului de Treizeci de Ani. În tratat, echilibrul de putere din Europa de Vest a fost adaptat realității geopolitice de la acea dată. Aceasta însemna că, de jure, Republica Olandeză este recunoscută ca stat independent și că vechea separare dintre Țările de Jos (și, de asemenea, Vechea Confederație Elvețiană) și Sfântul Imperiu Roman este în cele din urmă recunoscută. Republica a păstrat controlul asupra teritoriilor cucerite în fazele ulterioare ale războiului. Republica acum recunoscută oficial încă mai consta din cele șapte provincii care în 1579 au încheiat Uniunea de la Utrecht⁠(d): Olanda, Zeelanda, Utrecht, Gelderland, Overijssel, Frizia și Groningen. Fiecare provincie era guvernată de stările ei suverane, cum ar fi stările Olandei și Friziei de Vest⁠(d) și statele Friziei⁠(d), asistate de un stadtholder și de un consiliu executiv, numit fie Gecommitteerde Raden fie Gedeputeerde Staten (delegați ai stărilor). Fiecare stadtholder era numit de stările fiecărei provincii și, de asemenea, subordonat stărilor generale. Cu toate acestea, principii de Orania-Nassau, începând cu Willem I de Orania, au devenit stadtholderi ereditari de facto ai Olandei și Zeelandei. În practică, ei deveneau, de obicei, stadtholderi și ai celorlalte provincii (cu excepția Friziei, unde stadtholderul era din ramura minoră a familiei Nassau-Dietz). A început o luptă constantă pentru putere, deja prefigurată în timpul Armistițiului de Doisprezece Ani între orangiștii⁠(d) care îi susțineau pe stadtholderi și susținătorii Partidei Stărilor Olandeze⁠(d). 
Statele de frontieră, părți din Flandra, Brabant și Limburg care au fost cucerite de olandezi în ultimele faze ale războiului, trebuiau guvernate federal de stările generale. Acestea erau așa-numitele Țări ale Generalității⁠(d) (Generaliteitslanden), care erau formate din Staats-Brabant⁠(d) (actualul Brabant de Nord), Staats-Vlaanderen⁠(d) (actuala Flandră Zeelandică) și Staats-Limburg⁠(d) (în jurul Maastrichtului). 
Pacea nu avea să fie de lungă durată, deoarece puterile mondiale emergente, Republica Țărilor de Jos și Commonwealth-ul Angliei, aveau să intre în primul lor război în 1652, la doar patru ani de la semnarea păcii. 

## Urmări

### Natura războiului

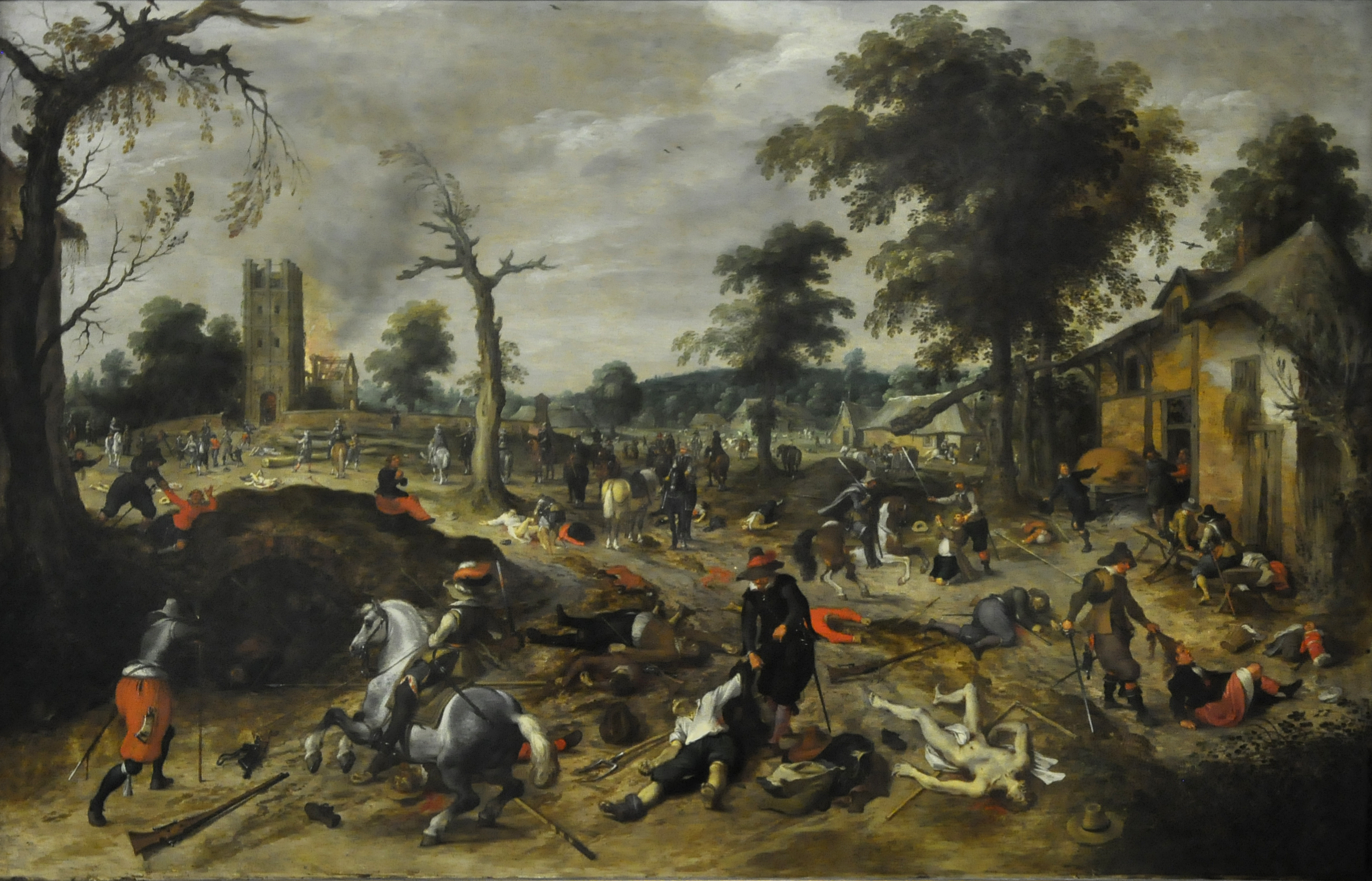
Urmarea prădării satului Wommelgem în 1589

Războiul de Optzeci de Ani a început cu o serie de bătălii duse mai ales demercenari, așa cum era tipic pe vremea respectivă. Deși succesele de ambele părți erau limitate, costurile erau mari și au continuat să crească pe măsură ce războiul progresa. Incapacitatea structurală a guvernului spaniol de a-și plăti soldații — a intrat în faliment de mai multe ori — a dus la răzvrătiri constante pe scară largă în rândul armatei spaniole din Țările de Jos, ceea ce a blocat continuu campaniile militare pe mai multe fronturi ale Spaniei care în același timp își apăra și imensul imperiu colonial. De partea olandeză, stările Olandei, cu opulenta capitală Amsterdam, au suportat costurile războiului și au putut face aceasta foarte bine ca localnici. Efortul spaniol în Țările de Jos a fost împiedicat și de războiul împotriva Imperiului Otoman⁠(d) din Mediterana din anii 1570, care drena o mare parte din resursele financiare și umane ale Spaniei. 

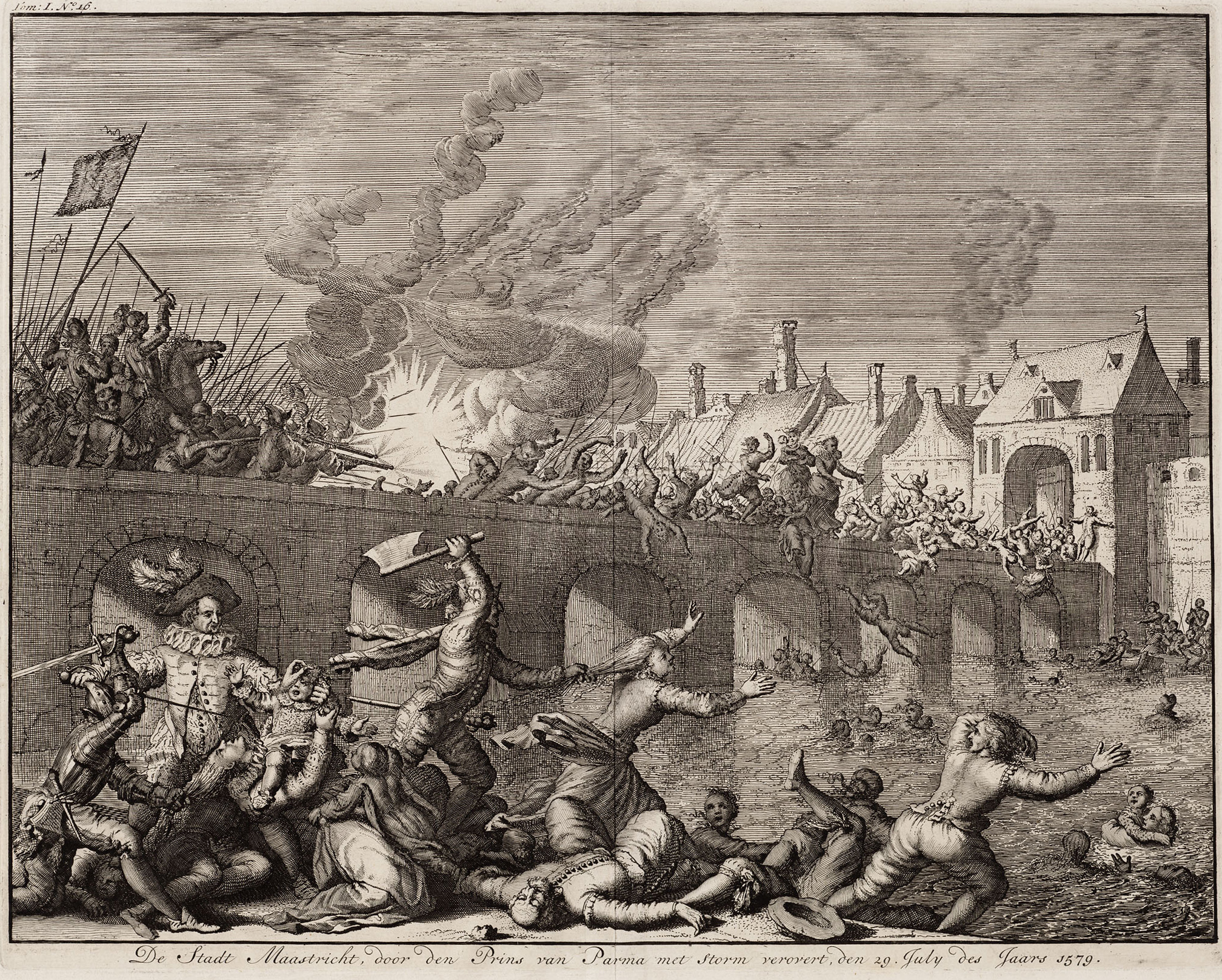
de la în 1579

Întrucât revolta și suprimarea ei se centrau în mare parte pe chestiuni fiscale și de libertate religioasă, conflictul a implicat nu doar soldați, ci și civili de la toate nivelurile societății. Acesta ar putea fi unul din motivele pentru hotărârea și victoriile rebelilor olandezi la apărarea orașelor. Un alt factor a fost nepopularitatea armatei spaniole, încă dinainte de începutul revoltei, fenomen exacerbat după ce, în primele faze ale războiului, câteva orașe au fost intenționat prădate de trupele spaniole după ce capitulaseră; cu scopul de a intimida restul orașelor rebele și a le determina să capituleze. Dată fiind implicarea tuturor sectoarelor societății olandeze în conflict, s-a format o armată neregulată, mai mult sau mai puțin organizată, care a luptat alături de trupele regulate. Printre aceștia s-au numărat geuzen⁠(d) (din franțuzescul gueux care înseamnă „cerșetori”), care au dus un război de gherilă împotriva intereselor spaniole. În special pe mare, watergeuzen au fost agenți eficienți ai cauzei olandeze.
Un alt aspect al războiului din Țările de Jos a fost caracterul său relativ static. Au fost foarte puține bătălii de câmp, unde armatele s-au întâlnit în câmp deschis. Majoritatea operațiunilor militare au fost asedii, așa cum era tipic pentru epocă, ceea ce a avut ca rezultat utilizarea îndelungată și costisitoare a forțelor militare disponibile. Olandezii își fortificau majoritatea orașelor și chiar multe orașe mai mici, în conformitate cu cele mai moderne standarde ale vremii, iar aceste orașe trebuiau supuse unul câte unul. Uneori, asediile erau întrerupte când inamicul amenința că va ataca armata asediatoare sau, de partea spaniolă, la orașele cucerite se renunța imediat, sau ocazional erau vândute înapoi olandezilor, când armata cuceritoare se răzvrătea. 
În etapele ulterioare, Maurits a ridicat o armată permanentă profesionistă care a fost plătită chiar și atunci când nu aveau loc ostilități, o inovație radicală la acea vreme, și o parte a Revoluției Militare⁠(d). Aceasta i-a asigurat soldați loiali, care erau instruiți să coopereze între ei, erau intim familiarizați cu doctrinele comandanților lor și erau capabili să efectueze manevre complicate. 

### Efect asupra Țărilor de Jos

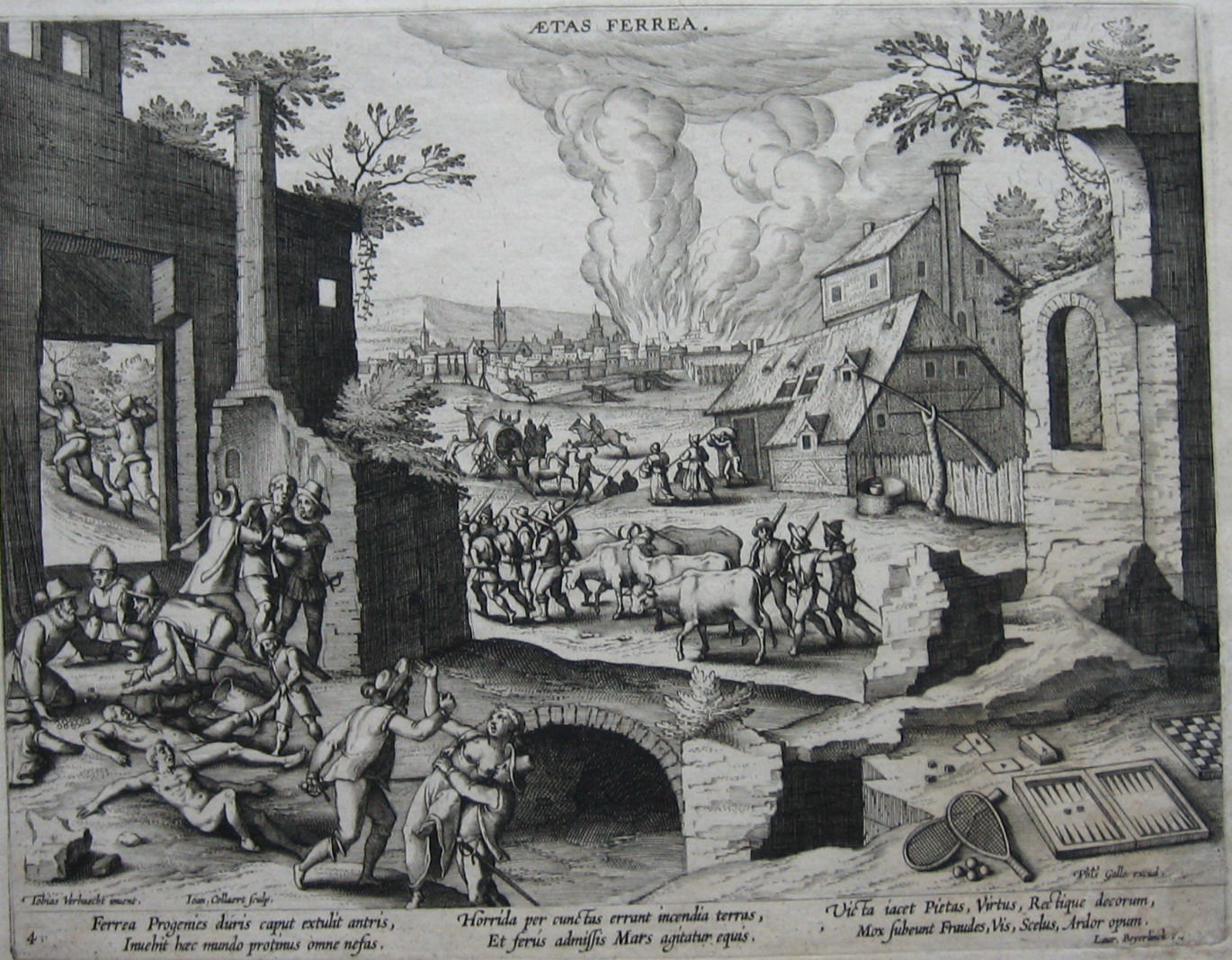
Aetas Ferrea. Această gravură de asemănă devastarea provocată de război până cu a mitologiei grecești.

În Pragmatica Sancțiune din 1549⁠(d), Carol al V-lea a înființat cele șaptesprezece provincii ale Țărilor de Jos ca entitate separată de Franța, Burgundia sau Sfântul Imperiu Roman. În acest moment, Țările de Jos erau printre cele mai bogate regiuni din Europa și un important centru al comerțului, finanțelor și artei. Războiul de Optzeci de Ani a produs o breșă puternică în regiune, Republica Olandeză (actualele Țări de Jos) transformându-se într-o putere mondială (Epoca de Aur a Olandei), iar Țările de Jos Meridionale (mai mult sau mai puțin Belgia de astăzi) pierzând o mare parte din importanța economică și culturală în secolele următoare. Blocada navală din cea mai mare parte a Războiului de Optzeci de Ani a Antwerpenului, cândva cel mai mare centru comercial al Europei, a contribuit în mare măsură la ascensiunea Amsterdamului ca nou centru al comerțului european și mondial. 
Din punct de vedere politic, în Țările de Jos s-a ivit o situație unică, unde țara era condusa de un organism republican (stările generale), dar unde o funcțiune nobiliară (din ce în ce mai ereditară), cea de stadtholder, era ocupată de familia Orania-Nassau. Această împărțire a puterii a împiedicat luptele pe scară largă între nobilime și civili, așa cum s-a întâmplat în Războiul Civil Englez. Conflictele dintre facțiunile civile și nobiliare, care începuseră deja în timpul armistițiului de doisprezece ani, au fost numeroase și aveau în final să ducă la formarea Republicii Batave, susținută de francezi, în care burghezia olandeză spera să scape o dată pentru totdeauna de nobilimea dominantă. Cu toate acestea, într-o dramatică resurgență a nobilimii după Epoca Napoleoniană, republica avea să fie abandonată în favoarea fondării Regatului Unit al Țărilor de Jos. Astfel, una dintre cele mai vechi republici ale Europei a fost transformată înapoi în monarhie, care există și astăzi. 

### Efectele asupra Imperiului Spaniol

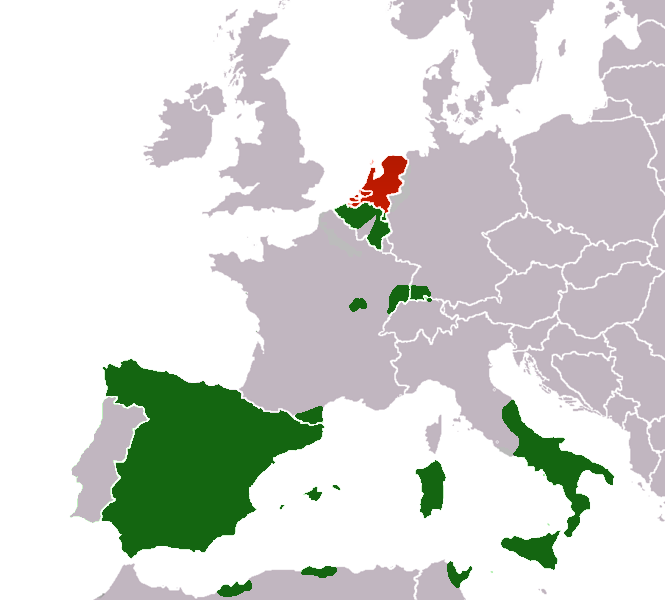
Imperiul Spaniol și republica în 1648, după Pacea Westfalică

Cucerirea diferitelor teritorii americane făcuse din Spania principala putere europeană a secolului al XVI-lea, ceea ce a dus la un conflict continuu cu Franța și cu puterea emergentă Anglia. În plus, monarhii profund religioși Carol al V-lea și Filip al II-lea își arogau un rol de ocrotitori ai credinței catolice împotriva islamului în Mediterana și împotriva protestantismului din nordul Europei. Aceasta însemna că Imperiul Spaniol era aproape continuu în război. Dintre toate aceste conflicte, Războiul de Optzeci de Ani a fost cel mai prelungit și a avut un efect major asupra finanțelor spaniole și asupra moralului poporului spaniol, care și-a văzut impozitele crescând și soldații pierduți în lupte, cu prea puține succese care să echilibreze balanța. Guvernul spaniol a fost nevoit să declare mai multe falimente. Populația spaniolă a pus la îndoială din ce în ce mai mult necesitatea războiului din Țările de Jos. Pierderea Portugaliei în 1640⁠(d) și Pacea Westfalică din 1648, punând capăt războiului, au fost primele semne că rolul Imperiului Spaniol în Europa era în declin. 

### Implicațiile politice în Europa
Revolta Olandeză împotriva suveranului de drept, ilustrată mai ales prin Actul de Abjurare (1581), a implicat că un suveran poate fi detronat de populație dacă există un acord că el nu și-a respectat responsabilitatea dată de Dumnezeu. Acest act al olandezilor a contestat conceptul de drept divin al regilor și în cele din urmă a condus la formarea Republicii Olandeze. Recunoașterea unei țări nemonarhice de către celelalte puteri europene în 1648 a alimentat rezistența împotriva puterii divine a regilor pe tot continentul.